# 内蒙古自治区
42°00′N 113°00′E / 42.000°N 113.000°E
内蒙古自治区，法定简称内蒙古，机动车牌单字简称蒙，是中华人民共和国北部的一个自治区，地处中国北部，东北部与黑龙江、吉林、辽宁、河北交界，南部与山西、陕西、宁夏相邻，西南部与甘肃毗连，北部与蒙古國、俄罗斯接壤，自治区人民政府駐呼和浩特市敕勒川大街1号。

## 名称
从清朝中期开始，瀚海以南，長城以北，東至哲里木盟，西至伊克昭盟的较早归附满族政权的漠南蒙古各部被称为“內札薩克”（转写：dorgi jasak）或“内札萨克蒙古”，将后来陆续归附的喀尔喀、厄鲁特等部称为外札萨克蒙古，不设札萨克的八旗察哈尔、唐努乌梁海等部称为内属蒙古。“内札萨克蒙古”后来演变出“内蒙古”一词为简称。1947年，由中国共产党控制的解放區成立内蒙古自治政府，内蒙古正式成為政區名，蒙古语也改成，意为“山阳蒙古”。以蒙古高原对中原的视角是“前蒙古”的意思，也有译为“南蒙古”。

## 历史

### 史前
旧石器时代，内蒙古已经有人类居住。内蒙古境内年代最早的人类活动遗址是1973年在呼和浩特东北保合少乡大窑村南山发现的大窑遗址，年代为距今70万年至1万年:13，跨越旧石器时代早、中、晚期。大窑遗址是一处石器制造场，出土了大量燧石石器，石器多由锤击法制成，刮削器居多，其次为砍砸器。出土石器中，最有特色的是龟背形刮削器，是剥兽皮、刮兽肉的工具。遗址还出土了猿人股骨化石。学者根据出土的肿骨鹿烧骨化石推断大窑人已经会用火、保存火种。根据考古发现，专家推测大窑人居住在向阳背风的洞穴，靠捕食肿骨鹿、羚羊、啮齿动物以及采集果实、根茎为生，有时也捕猎猛兽。:14-15鄂尔多斯南部旧石器时代晚期的萨拉乌苏遗址出土了人骨、石器、动物化石、炭屑等，年代为距今5万年至3.7万年，遗址的古人类被称为河套人。河套人已属于晚期智人。:16此外，在内蒙古西部、中南部的阿拉善盟、包头市、呼和浩特市、乌兰察布市、鄂尔多斯市等地也发现了一些旧石器时代遗址，内蒙古东部呼伦贝尔市、赤峰市、通辽市等地也有旧石器时代晚期遗存。:17-18
1933年，扎赉诺尔煤矿出土一块人头盖骨化石，其年代约为一万年前，后来被考古学家命名为扎赉诺尔人。此地后来还出土了一些人骨化石、石器、骨器、动物化石，出土的石镞说明扎赉诺尔人已会制作、使用弓箭。出土文物显示，扎赉诺尔人主要以渔猎为生。:18-20有学者认为扎赉诺尔人的文化是内蒙古已知最早的新石器时代文化:19，有学者认为其属于中石器时代:19，还有学者认为应归入旧石器时代晚期。与山顶洞人、河套人相似，扎赉诺尔人也体现出蒙古人种特征。:20内蒙古多地分布有细石器遗存，但新石器时代内蒙古并非完全为渔猎、畜牧经济，也有农耕经济。:20-21位于西拉木伦河、老哈河流域的赤峰地区新石器时代遗存丰富，先后出现兴隆洼文化、赵宝沟文化、红山文化、富河文化和小河沿文化。:21-26内蒙古中南部则先后出现了海生不浪文化、阿善文化等新石器考古文化。:26-27新石器时代，内蒙古居民的农业、制陶、纺织、玉器制造等技术逐步发展。:30-35兴隆洼文化时期的人已经开始从事农业生产，但仍相当倚重渔猎。赵宝沟文化时代农业取得进一步发展，进入耜耕阶段，但渔猎仍居重要地位。红山文化时期，新农具磨制石耜得到推广。红山文化和随后的富河文化和小河沿文化居民以定居农业为主、兼营渔猎、畜牧。:21-26海生不浪文化居民主要从事原始锄耕农业，并以畜牧、渔猎作为补充。:26-27新石器时代的内蒙古居民大多居住在圆形、长方形或正方形的半地穴房屋中。内蒙古中南部的居民在约公元前2500年改住窑洞或者石砌房屋。:34-35红山文化的陶塑、玉器制作工艺均达到了较高水平。:36-39小河沿文化石棚山墓地出土陶器上的刻划符号可能是原始文字的源头。:35-36小河沿文化遗址曾发现以狗祭祀的遗迹，富河文化的卜骨是中国已知最早的占卜实物，红山文化的积石冢、祭坛和陪葬玉器的葬俗揭示当时可能已经原始宗教出现，内蒙古中南部龙山时代的多个石城址中发现了高台形祭坛。:41-44红山文化晚期部分遗址和准格尔旗二里半遗址都曾出土小型铜器。:32
内蒙古进入青铜时代的时间与中原二里头文化的时代大致相同。夏家店下层文化时间大致相当于夏朝至商朝中期，遗址分布在内蒙古、辽宁、河北等省区，其中心在赤峰、通辽、锡林郭勒一带。在内蒙古中南部、河套地区以东，约在夏朝到商朝早期分布有大口遗址二期文化和朱开沟文化。夏家店上层文化时代约在西周初年到春秋战国初期，主要分布在赤峰、通辽，文化面貌与夏家店下层文化大不一样。内蒙古中南部鄂尔多斯市、凉城县等地则分布着自春秋中晚期到战国中期的北方青铜文化遗存。学者曾就鄂尔多斯高原的青铜文化提出鄂尔多斯青铜器、鄂爾多斯文化的概念，后来的学者则认为这些叫法过于笼统，青铜时代鄂尔多斯一带的考古文化族属较为复杂、尚不清楚。:49-56相当于夏朝至商朝前期的时代，内蒙古的青铜技术仍不成熟，出土的青铜器较少而且体量较小。中原进入商朝后段，内蒙古的青铜技术快速发展。西周时代，内蒙古的青铜冶铸已相当成熟。北方特色的青铜器时常与中原青铜器一起出土，体现出内蒙古青铜工艺受到中原的影响。:64-65内蒙古出土的青铜短剑、刀、管銎战斧、动物牌饰、动物饰件与中原、东北出土青铜器风格迥异，体现出独特的青铜文化。:56青铜时代，内蒙古畜牧经济所占比重上升，游牧文化逐渐形成。气象学者指出，公元前三千年至公元前一千年，欧亚大陆气候变化，气温下降、降水减少。内蒙古青铜时代的考古遗址体现了农业衰落、畜牧上升。例如，朱开沟墓地出土文物中，随时间推移北方青铜器渐渐占据主导地位，殉牲习俗越来越流行，而中原二里岗青铜器则在晚近的地层中消失。:56-59
内蒙古古代居民创造文字远远晚于中原，这一时段内蒙古的历史在中原汉文史籍中有一些零星、模糊的记载。《史记》声称黄帝曾与北方部族荤粥作战，夏朝建立后北部与荤粥相邻。有学者认为商朝甲骨文记载的北方部族土方、𢀛方、鬼方、羌方、龙方、熏育（荤粥）大致在今鄂尔多斯一带，这些方国、部族曾与商朝交战。西周时史载北方部族有猃允、犬戎、鬼方、山戎等。猃允主要在鄂尔多斯一带活动，不时南下骚扰西周，周宣王曾带兵与之作战。犬戎是猃允的一支，大致在鄂尔多斯南部到陕西北部活动。鬼方大约在呼和浩特以及乌兰察布南部。山戎的势力范围约为燕山以北的内蒙古东南部、河北北部、辽宁西南部。商周分封的孤竹国、令支国可能在赤峰敖汉旗、喀拉沁旗附近。春秋时代活动在内蒙古的有赤狄、白狄、义渠、朐衍、林胡、楼烦、山戎、东胡等。赤狄、白狄约在鄂尔多斯东南部和陕西北部。义渠、朐衍约在内蒙古与陕西、宁夏交界处。林胡、楼烦分布于鄂尔多斯东北、呼和浩特、乌兰察布。东胡约在呼伦湖东。山戎曾数次进攻燕国，孤竹、令支也同山戎结好。齐桓公应燕庄公请求，出兵击溃山戎。戎、狄曾出兵袭扰晋、齐、鲁等国。春秋中期之后，秦国征服西戎，晋国征服赤狄、白狄。战国时，义渠、朐衍、林胡、楼烦、东胡依旧在内蒙古活动。东胡与山戎融合，地域大为扩展。匈奴在大漠南、阴山北兴起。燕国将势力推进到内蒙古东南部，赵、魏、秦则推进至内蒙古中西部，燕、魏、赵、秦在边境筑长城防备北方民族入侵，在边地设置郡县。燕昭王曾派秦开北击东胡。赵武灵王推行胡服骑射，赵国曾击败林胡、楼烦，林胡、楼烦部众曾被招募为赵国骑兵。赵孝成王时，将领李牧大败匈奴、东胡。魏文侯时代设立上郡，辖区包括鄂尔多斯市准格尔旗东部，这是中原政权在内蒙古最早设立的政区。后来，魏国将上郡割让给秦国。秦昭襄王在义渠王入宫与宣太后私通时借机将其杀死，出兵攻灭义渠，开辟疆土、设立北地郡。:81-94

### 匈奴与秦汉

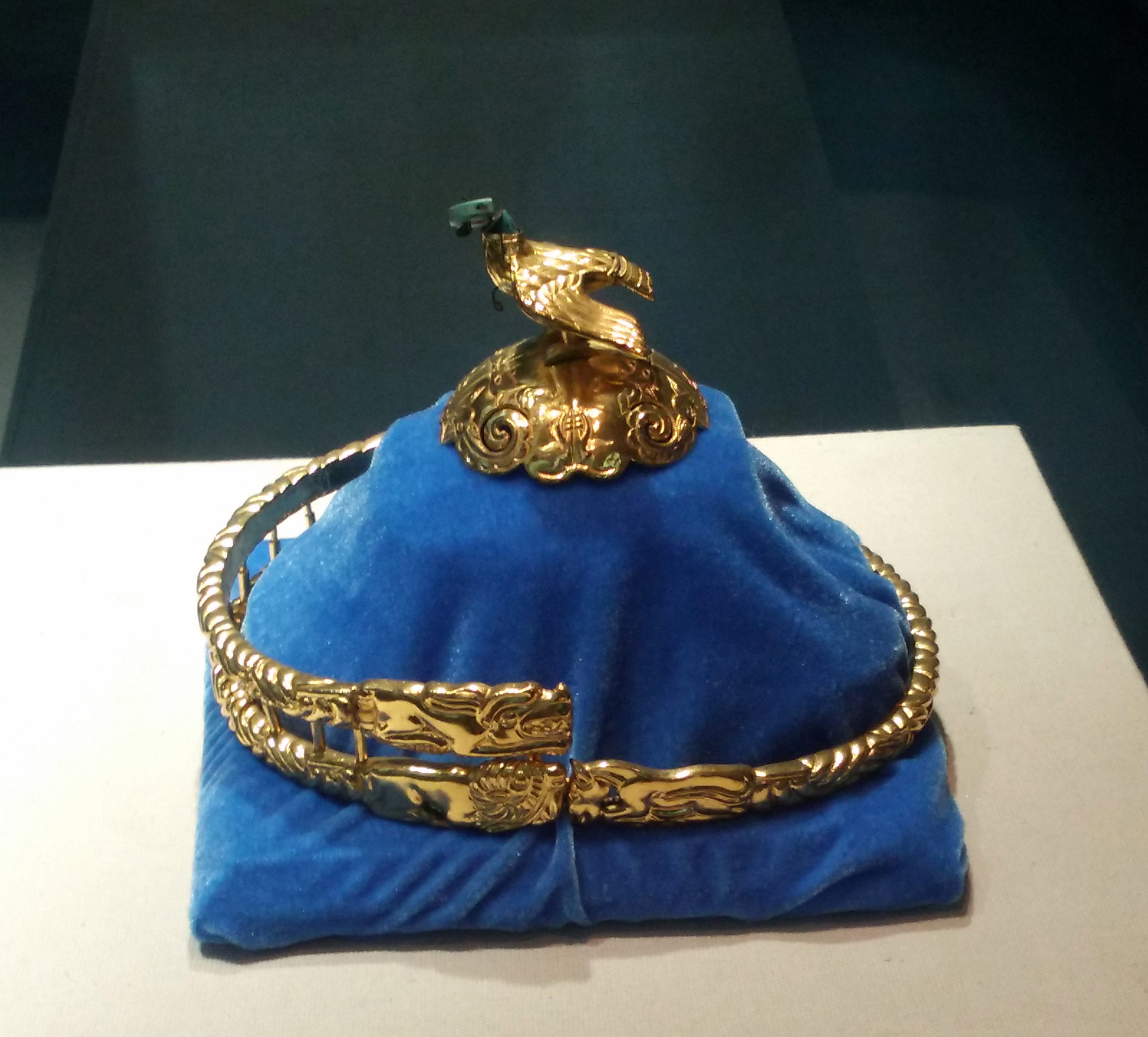
鹰顶金冠饰，1972年出土于杭锦旗阿鲁柴登匈奴墓，被认为是匈奴王的金冠。现藏內蒙古博物院

战国末年，秦国通过战争逐步兼并六国。大约与此同时，阴山一带的匈奴也走向兴盛。始皇三十二年，蒙恬统兵三十万大败匈奴，秦国夺得河套地区。始皇三十三年，蒙恬带兵越过黄河，击败匈奴，夺得高阙、阳山、北假中等地。匈奴头曼单于率部北撤。为巩固北方边疆，秦始皇令蒙恬率三十万兵士驻屯上郡（治所属今陕西省榆林市，上郡辖区包括内蒙古部分地区）。秦国大规模派遣犯人到北部边境，利用战国时代燕、赵、秦国修筑的长城，修起西起临洮、东至辽东的长城。在长城沿线，秦国修筑了城障、烽火台等军事设施。秦代时，内蒙古首次纳入中原统一王朝的行政管辖。秦朝在北部新征服的地域内设置郡县，修筑县城，派遣犯人来此垦种，后来也从中原迁移民户来边地耕种，实施奖励垦种的政策，阴山以南、河套地区的农业得到开发。秦朝修筑了南起云阳、北达九原（今属包头）的秦直道，在今内蒙古境内还修筑了其他道路。秦始皇驾崩后，灵柩先从沙丘运至九原，随后沿秦直道运回咸阳。:102-113
秦末爆发起义，局势动荡。镇守上郡的蒙恬被处决，上郡驻军被调走镇压起义，匈奴趁机夺回了河套地区。除了夺回河套，匈奴冒顿单于还征服东胡、月氏、浑庾、屈射、丁零、鬲昆、薪犁、楼兰、乌孙、呼揭等部，将匈奴的势力范围拓展到北至贝加尔湖及叶尼塞河流域、东到辽东平原、南到今山西河北北部、西抵天山南北的广大区域内。依匈奴制度，单于庭直接管理匈奴中部地区，含今呼和浩特、乌兰察布；左贤王、右贤王分别管理东、西部地区。左右贤王及其下的左右大当户、左右都骨侯等官员都由贵族世袭。匈奴人平时狩猎、畜牧为业，逐水草而息，战时则骑马出征。:113-118
西汉初年国力不振，难以与匈奴正面对抗，因而采用和亲、互市的政策。这一阶段，匈奴势力极盛，时常侵入西汉境内抢夺人口、牲畜、财物。历经六七十年的休养生息，汉武帝时汉朝国力大为增强。武帝三次发动战役打击匈奴。第一次战役，汉军将匈奴逐出阴山、河套地区，西汉随后在这一带设立朔方郡、五原郡。第二次战役，汉军攻取河西走廊。事后，匈奴贵族出现内讧，浑邪王归降汉朝。为安置归降汉朝的部众，汉朝设立了五个属国都尉，其中龟兹属国都尉、朔方属国都尉、云中属国都尉三者治所在今内蒙古境内。在河西走廊，西汉设立河西四郡，其中张掖郡辖今阿拉善盟额济纳河流域。张掖郡居延县治位于今额济纳旗境内，当时是丝绸之路上的重要交通枢纽。第三次战役后，匈奴将统治中心迁至大漠以北，漠南再无匈奴王庭。这次战役后，汉朝将乌桓迁居至上谷等五郡塞外（含今内蒙古部分地区），设置护乌桓校尉管理。汉武帝两次在今内蒙古境内修筑长城。第一次主要沿用、改进秦长城，第二次新建了汉外长城。在长城沿线，汉代修筑了城障、塞亭、烽火台、边城。:119-138西汉神爵二年，匈奴虚闾权渠单于死去，匈奴内乱，呼韩邪、屠耆、呼揭、车犁、乌籍等五人纷纷自称单于，互相攻战。呼韩邪单于取胜后，闰振、郅支二人自立为单于。郅支攻灭闰振之后，又击败呼韩邪，占领单于庭。呼韩邪南下归降汉朝，取道五原入长安城拜见汉宣帝。呼韩邪向汉帝称臣，汉朝则颁发金玺等物册封单于。匈奴不需向朝廷纳税，只需遣子入侍。呼韩邪屯兵漠南受降城。汉朝曾运送粮食以解决匈奴部众饥荒问题。汉元帝初年，汉朝与呼韩邪立盟，“汉与匈奴合为一家，世世毋得相诈相攻”，汉朝北部边境迎来了一段和平时期。元帝还将王昭君赐予单于，实行和亲。:124-127
王莽建立新朝后，中原政权与匈奴的关系逐渐恶化。王莽派人收回“匈奴单于玺”、改赐“新匈奴单于章”，禁止乌桓归降匈奴、向匈奴缴税，下令改“匈奴单于”为“降奴单于”，引起匈奴单于不满。王莽将北方的很多地名改成带有歧视匈奴意味的地名，如五原郡改为获降郡、云中郡改为受降郡、定襄郡改为得降郡、咸宜县改为艾虏县等。始建国三年，王莽下令将呼韩邪单于的十五位子孙封为单于。匈奴单于大怒，开始派兵骚扰新朝北部，抢夺财物，杀死官员，掳掠人口。北部边疆连年动荡，很多边民逃入内地成为奴婢。:138-141更始三年，更始政权灭亡，匈奴立卢芳为汉帝。卢芳依靠匈奴和李兴等势力，逐步夺取了五原、朔方、云中、定襄、雁门五郡。卢芳与匈奴均曾派兵南下骚扰东汉。光武帝一面派杜茂镇守北疆、修缮边防，另一面逐步瓦解卢芳政权。因卢芳诛杀李兴，朔方、云中两郡太守归降东汉，光武帝令两人仍任原职。因为无法攻下云中郡、部属涣散，卢芳逃往匈奴，东汉从而重新控制了五原等五郡。:141-143蒲奴继位为单于后，比因没能登位而怀恨在心，两人矛盾激化。适逢漠北连年旱灾、蝗灾，匈奴经济困难，蒲奴担心东汉趁机进攻，派使者南下请求和亲。比也派人出使汉朝，献上匈奴地图，请求归附东汉。不久，八部大人拥立比为呼韩邪单于，匈奴分裂为南匈奴和北匈奴。南匈奴效法旧约向汉朝称臣、派单于儿子入侍。光武帝允准南匈奴内迁，东汉派将领带兵卫护单于:143-146，设置匈奴中郎将:152。后来，东汉设度辽将军领兵驻守五原郡，负责平息叛乱、防范北匈奴与南匈奴勾结，后来还兼管平息乌桓、鲜卑、羌等部族的反叛。:152-153北匈奴也有不少人南下归降汉朝，汉朝将他们安置在北部边境的郡县，在北地、朔方等郡与汉民杂居。南匈奴协助东汉与北匈奴作战。东汉三次北伐击败北匈奴后，北匈奴政权瓦解，余部西迁。汉顺帝时代，将西河郡、上郡、朔方郡三郡治所由今内蒙古、陕西交界一带内迁至汾水流域，匈奴人继续南迁。:143-146东汉末年，汉地农民起义频繁，边疆局势也很动荡。鄂尔多斯高原、额济纳河流域的羌人三次起义，东汉艰难地平息了叛乱。后来，匈奴、乌桓、羌、鲜卑等族多次起兵攻击东汉边境，东汉不得已迁移了西河郡、上郡、朔方郡的治所。张奂、李膺等人率领东汉军队几次平叛。然而，到汉献帝时内蒙古中、西部已经脱离汉朝控制，成为匈奴、鲜卑、乌桓、羌等部族的牧场。曹操撤销五原、朔方、云中、定襄等郡，在山西北部整合为新兴郡。:154-157
两汉时期，内蒙古东部生活着乌桓、鲜卑。乌桓聚居在西拉木伦河北侧乌桓山，以畜牧为业，分为若干部，每部推选大人作为领导人，大人不世袭，没有徭役。乌桓原先臣服于匈奴，每年上缴牛、羊、马、毛皮等。西汉在漠北大败匈奴后，乌桓归顺汉朝。西汉将乌桓迁移至上谷、渔阳、右北平、辽东、辽西五郡塞外（含今锡林郭勒、赤峰、通辽辖境），帮助汉朝防备匈奴。西汉设置护乌桓校尉，以防备乌桓与匈奴结好。王莽建立新朝后，征调乌桓兵与匈奴作战，把乌桓兵士的妻子作为人质控制在边境郡县中。乌桓兵不愿作战，逃离部队，郡县因而杀死了人质。这时匈奴派人招降乌桓，乌桓再次归降匈奴。光武帝时代，乌桓击败匈奴，南下向东汉称臣。光武帝将八十一名乌桓大人封为侯王君长，令其率部众移居辽东属国、辽西等十郡塞内。依西汉旧制，朝廷恢复了护乌桓校尉。乌桓移居入塞后，塞外原属乌桓的地盘多被鲜卑控制。留在塞外的赤山乌桓曾归降鲜卑，后来又反叛。赤山乌桓大人歆志贲被杀后，一部分赤山乌桓入塞，另一部分归降鲜卑。:159-165
鲜卑与乌桓同为东胡。东部鲜卑源于鲜卑山，拓跋鲜卑源于大鲜卑山（大兴安岭北部）。鲜卑分为若干部落，部落大人由推举产生，不世袭。乌桓归汉后，鲜卑南下，后来又向西扩散。鲜卑曾与丁零、南匈奴等势力共同抵御北匈奴。鲜卑对东汉时降时叛。光武帝曾将于仇贲封王、满头封侯。明帝、章帝时每年赐给鲜卑大量钱财，由护乌桓校尉兼管鲜卑，双方相安无事。东汉章和元年，鲜卑大败北匈奴，杀死優留單于。东汉击溃北匈奴后，匈奴西撤，鲜卑代替匈奴占据蒙古高原，留居的匈奴人融入鲜卑。东汉末年，檀石槐被推举为大人。他收服鲜卑各部，在弹汗山设立牙帐，出兵击败丁零、夫余、乌孙等部，统一蒙古高原，大大扩张了鲜卑势力。檀石槐时代，鲜卑常常南下袭击东汉，成为东汉的边患。当时，内蒙古大部分由檀石槐汗国管辖。汗国分为东、中、西三部，每部分为十几个或二十几个部落。自檀石槐起，各部大人均为世袭。檀石槐死后，鲜卑由统一转为离散，势力转衰。:165-168

### 魏晋南北朝
三国初年，中原王朝仅在今内蒙古西部设有行政建置，在居延海、弱水一带设西海郡，辖有居延县。其余地区由乌桓、鲜卑控制。乌桓活动地域包括通辽、赤峰、锡林郭勒三盟市南部。赤峰、通辽两市北部中部与兴安盟属东部鲜卑。锡林郭勒、乌兰察布两盟市交界是檀石槐后裔骞曼、魁头、步度根等部的牧场。鄂尔多斯一带为西部鲜卑。:221-224鲜卑大人轲比能占据今锡林郭勒部分地区。他任用汉人制造兵器，结好曹魏，势力逐渐扩展。曹丕代汉后，将轲比能、步度根、素利、弥加四人封王。轲比能试图统一鲜卑，他率部吞并了步度根的牧地，攻打素利、弥加。曹魏担心鲜卑统一威胁自身安全，主动进攻轲比能，几次得胜。青龙三年，幽州刺史王雄派遣韩龙刺杀了轲比能，轲比能部众崩溃四散，魏国北疆趋于安定。:231-235

### 隋、唐与突厥、回鹘
突厥原本臣服于柔然。西魏初期，突厥势力渐强。土门可汗在怀荒镇北大败柔然，其子乙息记可汗在沃野镇北再次大败柔然，彻底灭亡柔然，突厥从而取代柔然主宰蒙古高原。:322-323突厥的政治中心即牙帐位于漠北的都斤山。:354木杆可汗时代突厥击败嚈噠、吐谷浑、契丹、契骨，突厥势力达到极盛，控制了北至贝加尔湖、南至阴山、西至里海、东至辽河的广大区域。佗缽可汗在位时延续了突厥的强盛国势。北齐、北周竞相结好突厥，希望以之为外援。:322-323今内蒙古东部当时自北往南有室韦、契丹、奚族，均臣服于突厥。:351-355陀钵可汗病逝的同一年，杨坚废周立隋。汗位继承问题引起突厥内部不和。杨坚一改北齐、北周对待突厥的策略，减少对突厥的岁贡，离间突厥各部，联络臣服突厥的契丹、奚部，以期瓦解突厥。隋朝的策略收到了效果。开皇二年沙缽略可汗南下攻隋无功而返。开皇三年突厥南下攻隋，在白道川（今呼和浩特附近）被隋军击败。沙钵略兵败回师后，突厥爆发内战，东突厥、西突厥正式分裂。内战中，西突厥阿波可汗取得都斤山一带。东突厥沙钵略战败，仅能控制漠南阴山南北地区。开皇五年，沙钵略向隋文帝称臣。东突厥牙帐设在紫河镇（今属和林格尔县）。:354-363
沙钵略逝世后继承汗位的莫何可汗出兵生擒阿波可汗，夺回漠北。莫何可汗随后西征达头可汗时中箭身亡。继位的都藍可汗继续攻打达头可汗，势力逐渐增强。隋朝将安义公主嫁给染干，以离间突厥各部，使其互相牵制。心生不满的都蓝可汗中断了对隋的朝贡，几次攻打隋国和染干。开皇十九年，都蓝可汗与达头可汗联手在今乌兰察布市东部、锡林郭勒盟南部大败染干，染干不得已投奔隋朝。隋文帝册封其为启民可汗，在朔州修建大利城（今和林格尔县境内）供其部众居住。后来，隋朝又将启民可汗部众迁至今鄂尔多斯一带，修建金河城、定襄城安置其部众。开皇十九年，隋军在今内蒙古境内击败都蓝可汗、达头可汗的入侵部队。同年冬天，隋朝出兵攻打都蓝可汗。部队尚未离境，都蓝可汗被部下杀死，突厥大乱，达头自立为步伽可汗。次年，隋军攻打步伽可汗，步伽不战而退。仁寿元年，隋军再次北征，步伽败逃。与隋军随行的启民可汗收纳步伽可汗部众，其管辖的部众数达到约十万人。启民可汗治下，东突厥实力得以恢复。隋炀帝曾两次北巡，亲临突厥牙帐与启民可汗相见。:364-373:406

### 辽、西夏、金

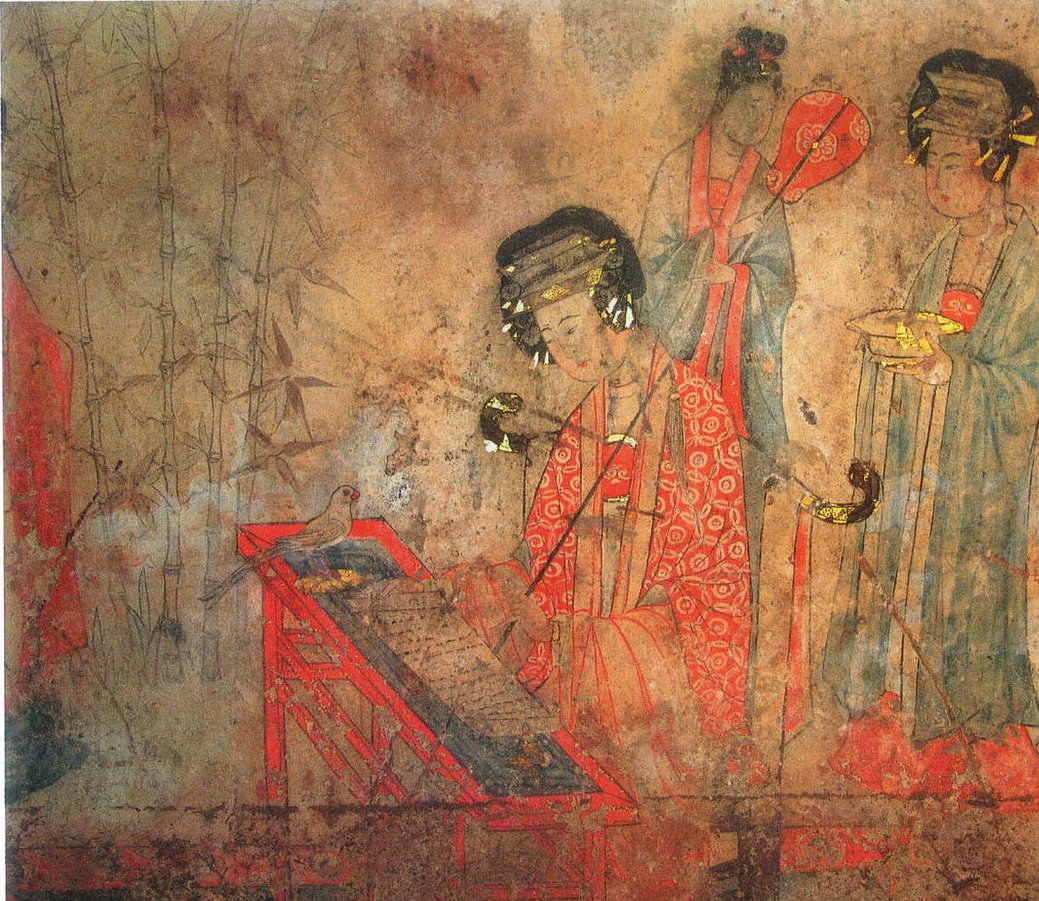
杨贵妇教鹦鹉颂经图，阿鲁科尔沁旗宝山辽代贵族墓M2墓室壁画

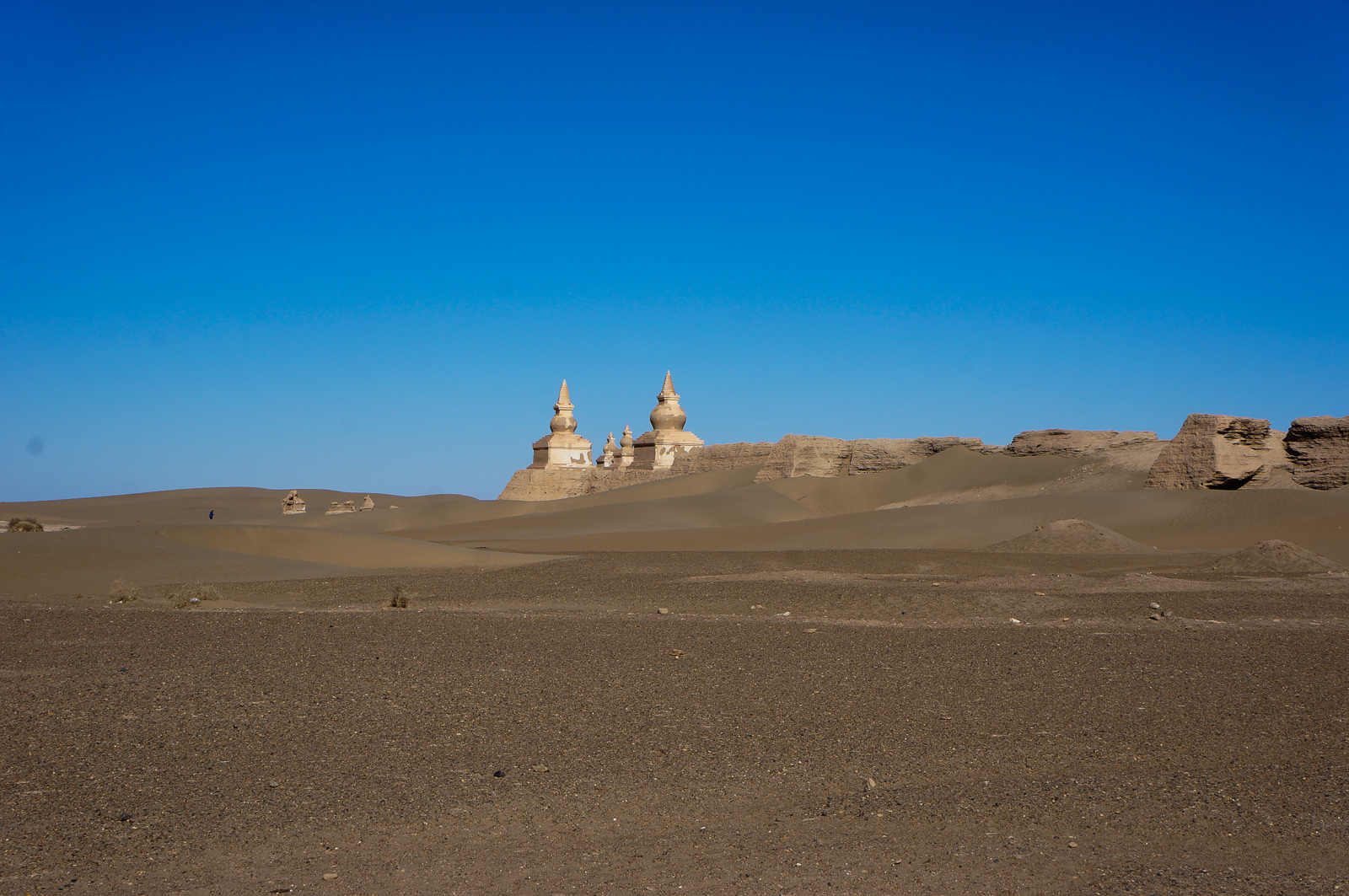
阿拉善盟额济纳旗东南黑城遗址，原为西夏黑水城，后为元代亦集乃路治所。遗址内出土了大量珍贵的西夏、元代文书

契丹族世居潢河（西拉木伦河）、土河（老哈河）流域:1，最早在北魏时见于史书记载:209。契丹分为八部，八世纪中期起八部的最高首领可汗由遥辇部担任。可汗有任期，并非终身制。迭剌部耶律阿保機能谋善战，征讨奚、女真、乌古、室韦等部，参与中原汉地战争，声望渐升。907年，阿保机取代遥辇部人出任可汗。阿保机数次出兵，俘获了大量汉族人口，在今通辽、赤峰一带建设城池安置这些人口、发展农业。阿保机本人也受到汉地文化影响，学会了汉语，效仿汉地取消可汗选举、让位制度，在平息一系列叛乱后，916年阿保机在龙化州（今奈曼旗）称帝，建立契丹国。:3-6阿保机时代，契丹国征服乌古、室韦，收服敌烈部，取得今呼伦贝尔地区；在今赤峰、通辽南部，阿保机在称帝前就征服了这里的奚族；今锡林郭勒、集宁一带当时居住的阻卜部也被征服。通过阿保机时代的战争和随后石敬瑭割让燕云十六州，契丹取得乌梁素海以东一带，至此契丹统一了内蒙古东部地区。:8-13
辽代采用五京制、四时捺钵制，内蒙古在其中占有重要地位。:30918年，耶律阿保机在今巴林左旗建都，后来改称上京临潢府。辽代共建有五京，位于今内蒙古自治区境内的还有中京大定府（在今宁城县）。上京、中京均保留有契丹民族传统色彩，城内有大片空地供设毡帐之用。中京较上京更精致，中京有中轴线、建筑均为南北向；上京无中轴线，建筑多为东向，太宗时代建设了一些南北向建筑。:31-34五京并非辽国真正的首都，政治中心、皇帝所在为捺钵。捺钵即行在，随四季变化辽代皇帝带领大臣、随从在不同地点之间迁移，捺钵既是处理政务之地，也是皇帝率众人打猎、捕鱼、捕鹅之地。辽朝全盛时期，春捺钵在鸭子河泺（今吉林月亮泡），夏捺钵在永安山，秋捺钵在庆州的山中，冬捺钵在今西拉木伦河、老哈河交汇处的广平淀。:34-37辽代“以国制治契丹，以汉制待汉人”，设立南、北面官，在地方兼用部族制和州县制。在契丹、奚族等草原地区，采部族制，设北面官管辖，部族地区主要在今内蒙古。:16内蒙古境内辽代行州县制的地区分属临潢府、大定府和大同府。:19-30此外，还有一些州县、部族为皇帝和贵族私有，称斡鲁朵、投下。:18斡鲁朵、投下多分布在上京地区，在中京附近也有分布。:30
辽代晚期，国势衰微。公元1114年，女真族人完颜阿骨打起兵反辽，次年称帝、建立金国。:971120年至1122年，金国先后攻占辽上京、中京等地。:1171123年，辽、金两国在青冢（今呼和浩特附近）大战，辽军大败。辽天祚帝虽短暂夺回天德（今呼和浩特附近）、东胜（今托克托县郊大皇城）、宁边（今清水河县）、云内（今托克托县北）等地，但最终于1125年在应州（今山西省应县）被俘，辽国灭亡。:102-103今包头以西当时大致为西夏国境，以东属金国。:101今内蒙古地区在金代分属上京路、北京路、西京路以及蒙古汪古部、弘吉剌部。:104海陵王征募契丹男丁讨伐南宋，激起契丹起义。:112-113金世宗平定起义后，担心金、西夏边境附近的契丹人危害金国安全，下令将今内蒙古西部的契丹人东迁至女真人发源地。:121-125金世宗将辽帝夏捺钵地内的曷里浒东川改名为金莲川，此后的金国皇帝几乎年年到此避暑。:126-127金人建国后，北边的蒙古势力渐强，成为金国的边患。金国在北部边境开掘壕沟以防范蒙古骑兵，称为金界壕。金界壕防御体系包括壕沟、堡垒、关隘和驻军。因边境局势变化，金国三次在不同位置建设金界壕，三次均途经今内蒙古境内。:132-136

### 大蒙古国与元朝

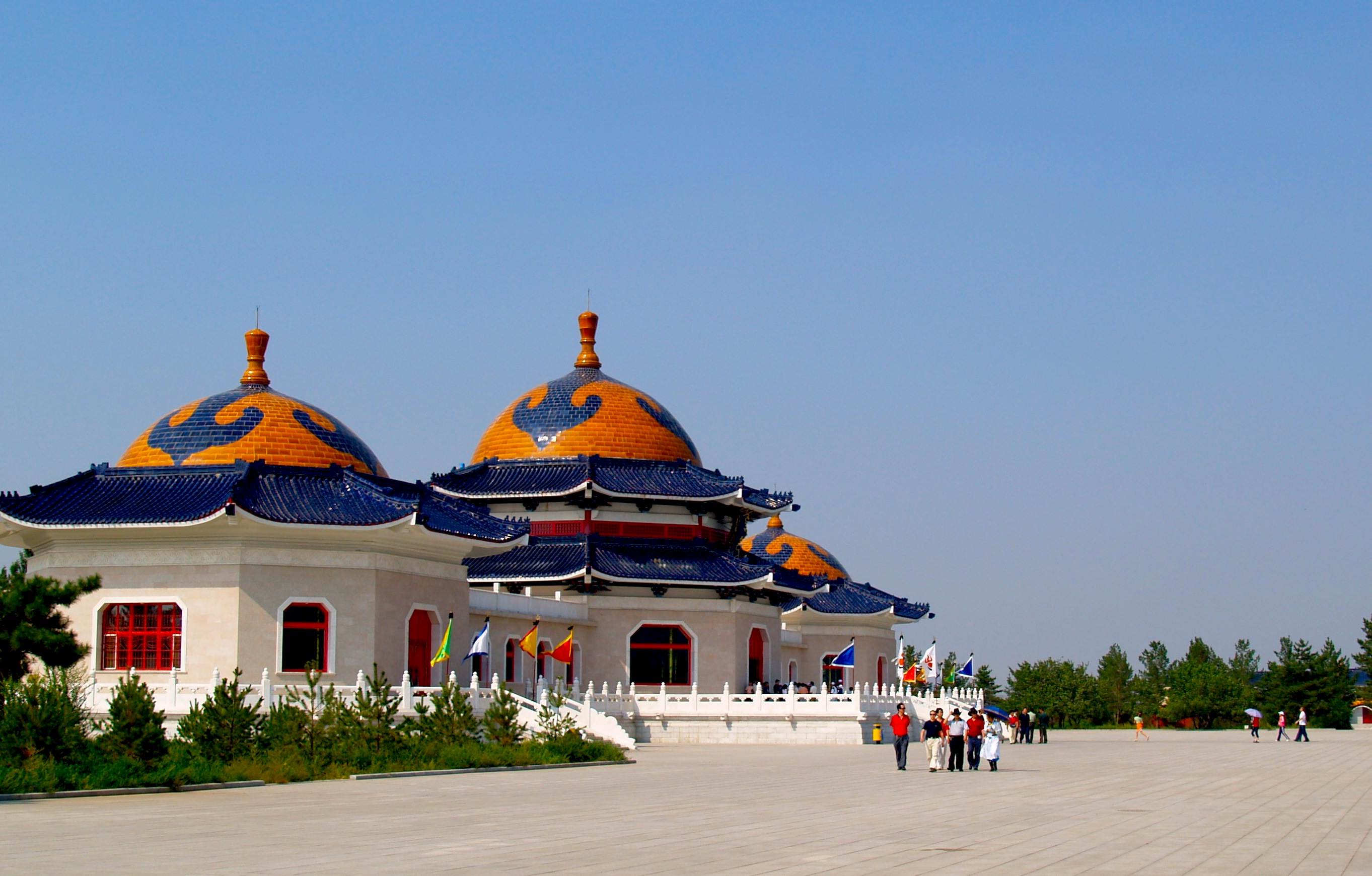
鄂尔多斯境内成吉思汗陵

1206年，成吉思汗统一漠北蒙古，建立大蒙古国。1211年，蒙古军南下进攻金国，四五年后即取得了当时金国控制的内蒙古中部、东部。1227年，蒙古军征服西夏，夺取了今内蒙古西部。元代，内蒙古具有重要的政治、军事地位。1260年，忽必烈在开平（今錫林郭勒盟正蓝旗）登基，将蒙古帝国首都选在开平。迁都燕京后，开平改为上都，成为元代政治中枢之一。元朝皇帝春夏驻上都，秋冬驻大都，元朝政府一些重要部门在上都设有分支机构。皇帝巡幸上都时，上都配备完整的中央机关，主要官员也随皇帝在上都办公。忽必烈之后，元成宗、元武宗、元文宗、元天顺帝、元惠宗都在开平登基。忽必烈曾坐镇上都击败与他争夺汗位的阿里不哥，后来还在上都下诏讨伐南宋。东道诸王叛乱后，忽必烈在上都一带集结部队，进军今海拉尔河、大兴安岭、嫩江流域击败叛军。平定海都之乱过程中，内蒙古在部队集结、粮饷转运中有重要地位。元代中后期汗位争夺的很多事件也在内蒙古发生。南坡之变发生在上都西南二十里南坡店（今正蓝旗），元英宗被弑。元泰定帝在上都驾崩后，燕帖木儿在大都叛变、拥立元文宗，倒剌沙等人在上都拥立阿速吉八（元天顺帝）。上都一方出兵攻打大都，被击败。元文宗让位于和世㻋（元明宗）。让位后，文宗在上都附近与明宗相会时，燕帖木儿毒杀明宗，文宗在上都重新登基，史称天历之变。元末，红巾军在至正十八年攻破上都，焚毁宫室，上都毁废，此后元朝皇帝结束北巡制度。:117-118
大蒙古国时期，地方行政制度尚未成型。:297成吉思汗建国不久，就赐予诸子、诸弟封地。成吉思汗的弟弟合撒儿、合赤温、别里古台、铁木哥斡赤斤因封地位于蒙古高原东部，而被称为东道诸王。:235:289别里古台的封地大部属于今蒙古国，其余东道诸王封地主要位于今内蒙古自治区境内。:2891214年，成吉思汗分封驸马、功臣，弘吉剌部、亦乞列思部、札剌亦儿部、兀鲁部、忙兀部、汪古部等受封于今内蒙古地区。:291-295宗王、驸马、功臣可以设立王府衙门，称为「王傅府」。宗王、驸马、功臣掌控领地税收、民政、司法，宗王还兼为千户部队统帅。:290征服金国过程中，蒙古军通常不在城市驻防，至多沿用金国制度、委派归降者继续管理。窝阔台时代建立十路课税所、行尚书省。忽必烈登基后，地方行政制度经历漫长的调整，直至元成宗初年最终建立了行省制度。今内蒙古大体属中书省直辖（腹里），部分地区属辽阳行省、陕西行省、甘肃行省、中书省河东山西道宣慰司。:297-300自忽必烈起，元代改革地方行政建制，增加中央集权，削弱宗王、驸马、功臣诸藩权力，在封地内设立投下路、州，采取多种手段增强朝廷对封地的影响、控制。但是整个元代封地的行政管辖都与中原汉地不同，诸王、驸马、功臣对封地拥有一定的管理权。:306-311
元代内蒙古的经济以畜牧业为主。:312此外，朝廷在阴山地区、上都周边地区组织屯垦，发展农业。:318-320元代上都、兴和路、集宁路、大宁府手工业繁荣。:322上都是元代内蒙古的商贸中心，集宁路、大宁府也是重要的商业城市。:323元代宗教政策较为宽松，当时内蒙古有多种宗教，上都是宗教中心。统治者大多信仰喇嘛教，蒙古族百姓多信仰萨满教。上都所在的内蒙古东部主要信仰佛教、道教，汪古部所在的内蒙古中部盛行景教，内蒙古西部主要信仰伊斯兰教。:367

### 北元与蒙古各部和明朝的对峙
洪武元年（1368年），明军占领大都，元惠宗（顺帝）逃往上都，史称北元。同年冬至洪武二年，明军与北元军队在北京、山西等地交战，北元兵败，重夺中原的企图破灭。同年，明军攻占上都，俘获北元将士万人，缴获大量车、马、牛，元惠宗撤往應昌城。洪武三年（1370年），明军再次北征。进军途中，元惠宗病逝，昭宗即位。应昌城最终被明军攻克，明军俘获包括惠宗嫡孙、北元后妃、贵族王公、将领士兵在内的万余人，夺得大量财物。昭宗率汗廷远迁漠北和林，离开内蒙古地区。:119:368-372洪武五年（1372年），朱元璋派三路大军北伐，意图一举消灭北元，此战明军主力被击败。后明朝暂缓大举进兵漠北，转为采取军事手段或者政治招降夺取元朝原先控制的西北、东北地区，控制了今内蒙古西部和东南部的大部分地区，设立多个卫所和羁縻卫所。盘踞辽东的纳哈出率部归降明朝后，听命北元的地方势力几乎全数不存。由于窝阔台系、阿里不哥系诸王日趋反叛北元大汗，北元汗廷后来常驻呼伦贝尔一带。洪武二十一年（1388年），明军在捕鱼儿海大败北元，北元末主败逃，军队、财物大多被明军虏获。此战后北元瓦解，蒙古势力一度退出漠南，明朝暂时控制了自亦集乃到海拉尔的大部分地区，兀良哈三卫亦臣服于明朝。靖难之役时，燕王朱棣凭借兀良哈三卫控制了宁王朱權，三卫骑兵在朱棣夺取天下的战争中多次立功，明成祖登基后亦获奖赏。:372-382

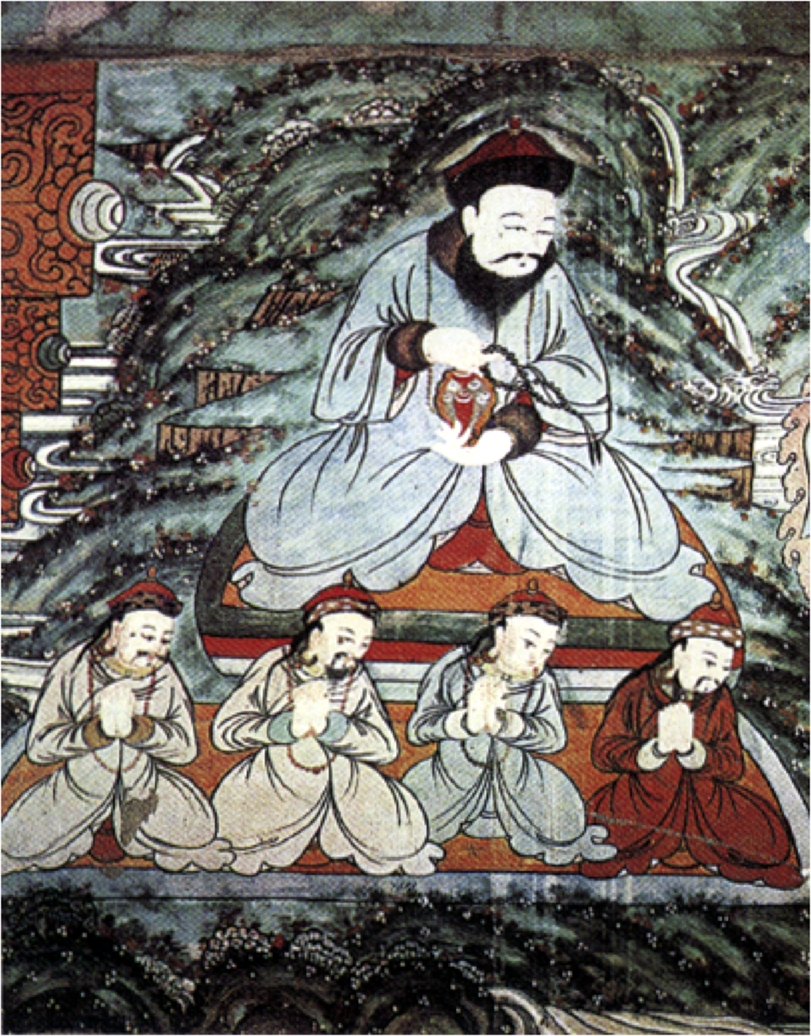
以俺答汗为主题的佛教壁画

明朝初年，蒙古各部大致分为韃靼（大汗所在的蒙古本部）、瓦剌（四卫拉特）、兀良哈三卫等势力。瓦剌在西，鞑靼在东。瓦剌此时又分为三部，其中马哈木所部势力最强。明朝与蒙古各部时战时和。永乐六年（1408年）冬，鞑靼内乱，可汗鬼力赤被杀，阿鲁台等权臣拥立本雅失里为汗。次年，明朝派郭骥等人出使鞑靼与其通好，但郭骥被鞑靼所杀。丘福奉命率领十万骑兵出征鞑靼，中其诱敌深入之计，全军覆没。永乐八年（1410年），朱棣率五十万大军亲征，本雅失里向西逃走，阿鲁台则向东逃去。鞑靼内部分裂，明军分兵攻打阿鲁台、本雅失里，大败两支蒙古军队。本雅失里兵败后，投奔西部的瓦剌。阿鲁台后来也派使者向明朝朝贡。这一战后，瓦剌日趋强盛。永乐十年（1412年）左右，瓦剌权臣马哈木杀害本雅失里，立答里巴为汗（实为傀儡）。因马哈木向明朝索要已归附的鞑靼部众，还扣留明朝使节，永乐十二年（1414年），朱棣再次率军亲征，在忽兰忽失温（今乌兰巴托附近）大败瓦剌军队。战后，阿鲁台和瓦剌的马哈木都向明朝纳贡，明朝北疆迎来了数年的和平。瓦剌败于明军后，阿鲁台势力繁盛起来，曾骚扰明朝边境。永乐二十年至二十二年，朱棣三次亲征阿鲁台，但都没有大规模的战役。永乐二十二年（1424年）亲征阿鲁台班师途中，明成祖驾崩于榆木川（今锡林郭勒盟多伦县北）。永乐之后，明朝北部防线收缩，修筑长城以防御蒙古，此前在内蒙古设立的卫所有的内迁、有的撤消，改在明长城一线设立多个军事重镇，即“九边”。:386-404
永乐末年，脱懽继承其父马哈木成为顺宁王。宣德年间，脱欢击败贤义王、安乐王，统一了瓦剌；随后，他又出兵击败并杀死阿鲁台、失捏干，控制漠北和三卫。正统初年，脱懽又击败了阿台汗与其权臣朵儿只伯残部，统一了蒙古。脱懽立黄金家族的脱脱不花为汗，自己以太师身份掌控大权。正统四年（1439年），脱懽逝世，其子也先继承父位。開始對哈密、甘肃關西七衛、兀良哈三卫、女真、朝鲜等用兵，继续扩大势力范围。这时瓦剌已控制了整个内蒙古，势力东达克鲁伦河下游与呼伦贝尔草原，西抵额尔齐斯河上游，北到叶尼塞河上游，南隔長城与明朝相接。正统十四年（1449年），也先以明朝削减赏物、不许迎娶公主为由，分兵多路进攻明朝。太监王振鼓动英宗朱祁镇率兵五十万亲征，到达大同后听闻前线败绩，急忙决定回师，途中在土木堡被瓦剌军队包围，明军大败，英宗被俘，史称土木堡之变。也先率兵攻打北京，没有成功。一年后瓦剌与明朝讲和，送还英宗。景泰二年（1451年），也先击败脱脱不花，脱脱不花后来被沙不丹所杀。也先将脱脱不花的人马分给部下，杀死大量黄金家族后人。景泰四年，也先自立为可汗。景泰五年（1454年）八月，阿剌刺杀也先。同年十一月，阿剌被东蒙古的孛来击败。此后瓦剌势力衰落，撤出漠南；蒙古本部重新控制了漠北东部、漠南，一部分蒙古部落南下河套地区。孛来与毛里孩等人拥立脱脱不花汗的幼子马儿古儿吉思为乌珂克图汗（汉地称其为小王子），孛来以太师身份掌握大权。孛来改善与明朝的关系，向东扩张，软硬兼施后控制了兀良哈三卫。孛来与小王子关系恶化後，在成化元年（1465年）杀死了小王子。同年毛里孩起兵反抗孛来，在这年冬天杀死孛来。毛里孩拥立摩伦汗，不久又将其杀死，将斡罗出赶出河套地区。毛里孩后来被科尔沁齐王孛罗乃击败。此后东蒙古分裂出的各部混战，蒙古大汗之位空缺十余年。直至达延汗时代历经多年征战，漠南、漠北蒙古重归统一。达延汗废除太师、宰相、知院职位，重新分封六万户领地，巩固了汗权。嘉靖年间，蒙古本部再次分裂，俺答汗统领漠南蒙古右翼的土默特万户，由河套迁驻丰州川，兼并兀良哈，进兵青海，攻打瓦剌，威势超过驻扎察哈尔万户的蒙古大汗打来孙，察哈尔部被迫东迁。俺答汗成为蒙古最有权势的领主後，积极请求明朝允许通贡，双方关系时好时坏，明朝也多次斩杀俺答汗的使臣。嘉靖二十九年（1550年），俺答汗自大同一直攻至北京城下，史称庚戌之变。隆庆四年（1570年），俺答汗嫡孙把汉那吉等人逃往明朝投降，两方谈判达成一致。隆庆五年（1571年），明朝封俺答汗为顺义王，实现明朝与蒙古互市。:404-432俺答汗所修建的“库库合屯”成为现代呼和浩特市的基础。此外，1578年俺答汗率先以高规格礼节与索南嘉措在青海湖畔察卜齐雅勒会晤，授予其“达赖喇嘛”称号，取缔了蒙古人长期信仰的萨满教和“翁衮”偶像，下令在蒙古地区传播藏传佛教格鲁派。到了十七世纪中期，戈壁南北的大部分蒙古人已信仰藏传佛教。

### 清代

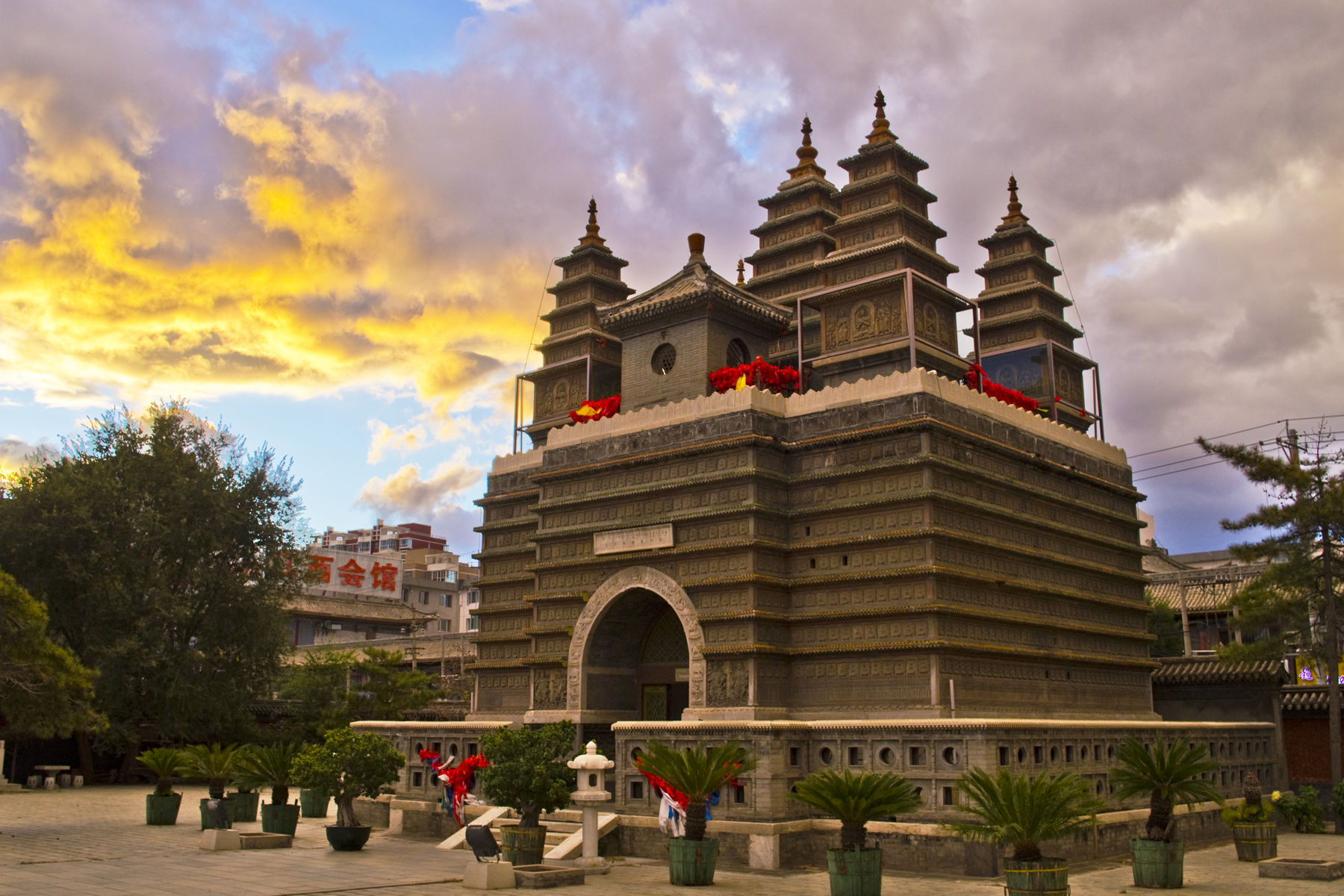
修建于清代的呼和浩特市慈灯寺（俗称五塔寺）金刚座舍利宝塔

後金興起後，清朝皇帝通过联姻或征服的方式逐步将整个蒙古草原收入版图。天聪六年（1632年）末代蒙古大汗林丹汗被皇太極击败，天聪九年（1635年）后金征服察哈尔，整个漠南蒙古被兼併。崇德元年（1636年），皇太极被漠南蒙古各部奉为“博格达·彻辰汗”，林丹汗之子额哲也被清朝封為親王。而康熙年间因察哈尔亲王布尔尼反叛，改设察哈尔八旗。清代的蒙古由盟旗制度统辖，不同于汉地的行省，分为设流官治理的内属蒙古和由札萨克世袭统治的外藩蒙古，外藩蒙古又分为内札萨克蒙古（漠南蒙古）和外札萨克蒙古（漠北、漠西蒙古，尚包括西套蒙古二旗）。今内蒙古自治区的主体部分由原來的內札薩克構成，僅管也包括歸化城土默特、察哈爾八旗和呼倫貝爾八旗等內屬蒙古。清廷始終在名義上延續「蒙禁」政策，直至1905年清末新政废除，口內漢人移居蒙地合法化，而蒙地的大量放墾導致內蒙古地區的漢族人口遠超當地的蒙古族。
今屬內蒙古自治區的呼和浩特一帶在清朝時駐有綏遠將軍，統轄歸化城土默特和駐防八旗兵。1906年起，中国同盟会陆续派遣会员到绥远发展活动。武昌起义爆发后，归绥道多地响应。11月9日，归绥驻军汉军口外八旗后路巡防队张琳、曹富章率部反清，离开营地进军包头，但起义军领导人在马号事件中被清朝官员设计杀害。赵喜泰领导的陶林会党和巡警发动起义，占领陶林城，被清军击败后转战宁远，占领宁远城不久再次败于清军，余部加入丰镇起义军。归绥巡防队统领周维藩率部撤离归绥后在兴和一带起义。12月初，张占魁、武万义、马有才率领起义军在丰镇东北的隆盛庄附近起义，于12月16日占领丰镇城。12月24日，清军重新攻占丰镇，起义军撤离。阎锡山的山西革命军战事不利，撤离太原，在1912年1月抵达包头，建立包东州政权。阎部曾试图进攻归绥，但攻占萨拉齐镇之后受挫。南北议和告成后，阎锡山率部返回山西。
而在內札薩克蒙古的大部分地區，外蒙古宣布独立和牛年之亂前後，共有36个旗的王公通过使者或者信函表示响应大蒙古國，但大多数盟旗并无实际行动。呼伦贝尔部额鲁特旗总管胜福等人則在俄军支援下于1912年1月15日攻占呼伦城（今海拉尔），脱离清朝，建立呼伦贝尔自治政府，隶属大蒙古国政府。胜福被博克多汗封为大蒙古国驻呼伦贝尔参赞大臣。隨後蒙古兵又攻占胪滨府（今满洲里）、吉拉林等地，北洋政府因担心中俄冲突而撤軍，呼倫貝爾自治政府控制了呼倫貝爾嶺西地區。

### 中华民国大陆时期
南北议和时，袁世凯就提议承认满蒙爵位并允许世袭。辛亥革命后，清朝的对蒙制度基本被中华民国北京政府保留。北洋政府在内务部设蒙藏事务处，1912年7月改为直属国务院的蒙藏事务局，1914年5月改为直隶大总统的蒙藏院。喀喇沁亲王贡桑诺尔布长期担任蒙藏院总裁直至北洋政府瓦解。1912年8月19日，民国政府颁布《蒙古待遇条例》，规定内外蒙古与内地无异、不以藩属待之；承认蒙古王公原有的管辖权；承认蒙古王公爵位，允许照旧世袭，在蒙旗内的特权照旧享有；维持各呼圖克圖、喇嘛封号；从优支付蒙古王公的俸禄饷银。袁世凯曾以“效忠民国，实赞共和”为由给蒙古王公封爵，还封赏喇嘛教高层。清代的「年班、燕赉」等制度，北洋政府改易名号或形式之后予以恢复。民国初年的参议院、众议院的议员均从蒙古王公世爵世职中选出。另一方面，北洋政府于1913年11月、1914年1月、1914年6月，先后将绥远将军、察哈尔都统、热河都统辖区分别改设绥远、热河、察哈尔三个特别区，为将来在内蒙古设省做准备。特别区的长官都统由袁世凯任命，执掌区内军政大权。特别区下设道，道下辖县，道尹掌管民政，兼理蒙旗事务。1914年起，北洋政府出台一系列规定，开始放垦蒙地，开垦区域设置设治局，随后大多升为县。
隨著中國政府直接統治內蒙古地區，漢族移居內蒙古的進程加快。1912年至1990年間，內蒙古漢族人口從120萬增加到1730萬。

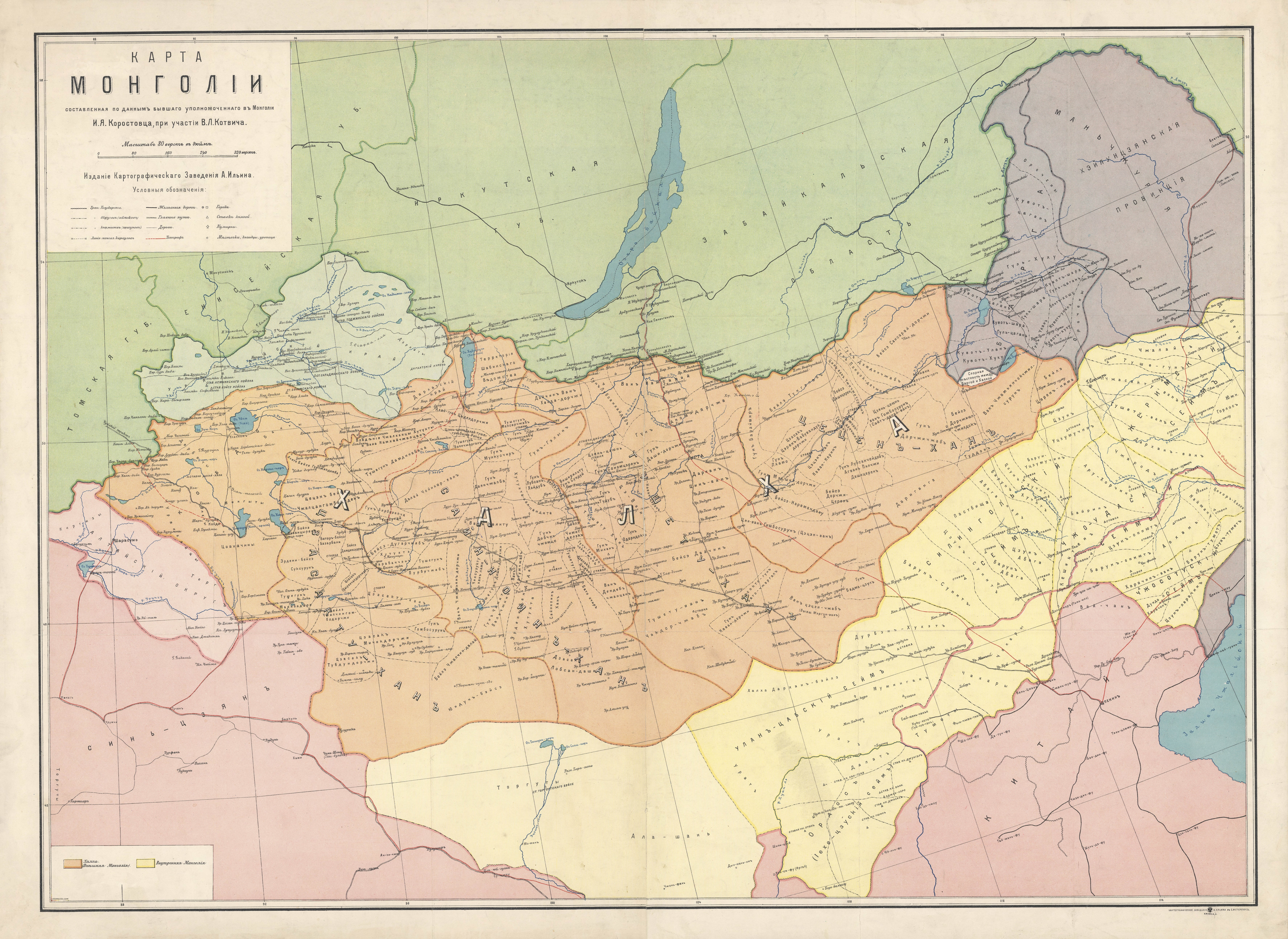
1914年的内外蒙古形势图（俄语）

1912年春，哲里木盟科尔沁右翼前旗札萨克郡王乌泰派遣使节前往库伦，表示响应独立，希望获得援助。哲布尊丹巴任命乌泰为进攻中华民国第一路军总司令。1912年8月20日，乌泰发表《东蒙古独立宣言》，出兵进攻洮南、开通、突泉等地。科尔沁右翼后旗拉喜敏珠尔跟随乌泰发兵，也宣布独立。乌泰等人被奉天都督赵尔巽的部队击败，同年9月战事大体结束，乌泰等出逃库伦。10月，扎鲁特旗协理官布扎普响应外蒙独立，短暂攻占开鲁，很快也被击溃。1912年底至1913年初，外蒙军队分兵三路进攻内蒙古，俄罗斯帝国军官协助指挥。北洋政府一面出兵抵御，一面与俄国谈判。1912年11月，中俄两国政府就外蒙问题开始谈判。1913年初，蒙古军分五路向内蒙古进攻，取得普遍胜利。1913年10月止，蒙古军队基本上控制了内蒙古西部各盟、旗，但同时开始面临后方补给停止的局面。同月下旬，民国军开始反击，蒙古军无法再展开军事行动，年底退回外蒙。1914年9月中俄蒙三方重新谈判，1915年6月签订的《中俄蒙协约》取消外蒙独立，承认中国对外蒙的宗主权。11月6日呼伦贝尔自治政府也取消独立，改为歸屬黑龍江省的特别区域。1917年俄国爆发革命、俄罗斯皇帝尼古拉二世倒台后，外蒙在1919年11月22日取消自治，呼伦贝尔特别区域于1920年1月28日撤销。
南京國民政府成立不久，就筹划在内蒙古的各盟旗设立行省。1928年9月17日，国民政府宣布设置熱河、察哈爾、綏遠、青海、西康行省，内蒙古各部、盟旗被分别划入黑龍江、吉林、遼寧、熱河、察哈爾、綏遠、寧夏、甘肅八省，作为行政区域的内蒙古已经不复存在。改设行省一事，引起蒙古族的不满。内蒙古盟旗、王公贵族、名流、青年学生纷纷集会或请愿，要求南京政府保留盟旗制度、尊重盟旗权益、内蒙古自治，反对改省。为此，国民政府于1930年5月在南京召开蒙古会议，通过《蒙古盟部旗组织法》等文件，承认盟旗制度的法律地位。然而矛盾仍未解决。1933年7月，乌兰察布盟盟长云端旺楚克（人称云王）和锡林郭勒盟副盟长德穆楚克栋鲁普（人称德王）在达尔罕旗百灵庙主持第一次蒙古自治会议，发表自治通电，要求国民党同意内蒙古自治、成立自治政府。10月，云王、德王在百灵庙主持第二次内蒙古自治会议，通过《内蒙古自治政府组织大纲》。根据大纲，内蒙古自治政府统辖内蒙古各部、盟旗地域，除军事、外交权力归属中央政府，其余事务由自治政府裁断。这便是内蒙古高度自治运动。国民党中央拟定《改革蒙政方案》，派出高官赴内蒙古协商，最终于1934年2月出台《蒙古自治办法原则》，1934年4月在百灵庙成立直属行政院的蒙古地方自治政务委员会（简称蒙政会），云王任委员长。国民政府还设立蒙古地方自治指导长官公署，作为蒙政会的指导机关，何应钦任指导长官。蒙政会的辖区只含绥远、察哈尔两省的盟旗。由于权责划分仍然不清楚，蒙政会与绥、察两省矛盾依旧，因鸦片过境税、西公旗札萨克世袭问题蒙政会甚至与绥远省兵戎相见。中央政府往往偏向省一方，还拖欠蒙政会经费、不向蒙政会保安队提供足额武器。1936年1月，中央政府采纳绥远省提议，将蒙政会按省界划分为绥境蒙政会和察境蒙政会。实际掌控百灵庙蒙政会大权的德王已经与日军合作，内蒙古高度自治运动宣告失败。
1919年，在北京蒙藏学校的就读的内蒙古学生荣耀先等参加五四运动。一些内蒙古学生随后返回家乡宣传运动，归绥各学校随后以罢课、示威等方式响应五四运动。喀拉沁、海拉尔等地学生也响应运动。1923年冬至1924年，在北京蒙藏学校就读的乌兰夫等人加入社会主义青年团，蒙藏学校成立团支部。1924年下半年，多松年等人陆续加入中国共产党，蒙藏学校成立首个蒙古族党支部。同时，北京、张家口的一些内蒙古青年也加入中国共产党。第一次国共合作期间，热河、察哈尔、绥远等地相继成立中国国民党、中国共产党的地方党部。归绥、包头等地的工人结成工会，绥远学生集会游行响应五卅运动、冲击英商洋行。绥远农民、工人、学生集会游行、捣毁归绥县地亩清丈局、向绥远都统请愿，迫使都统接受民众请求，史称孤魂滩事件。郭道甫、白云梯等人则在北京筹组政党。1925年10月13日，内蒙古人民革命党在张家口成立。内人党主张建立民选政府、废除札萨克制度、由民选政府没收王公持有的土地、发展教育卫生等。内人党组建内蒙古特别国民军、内蒙古人民革命军、内蒙古军官学校。内蒙古特别国民军第一纵曾配合冯玉祥部与奉军作战。锡尼喇嘛领导的人民革命军第12团在乌审旗废除札萨克制度。中国国民党清党开始后，绥远、热河、察哈尔等地的很多共产党人被捕、被杀，共产党活动转入地下或渐渐终止；共产国际代表在乌兰巴托主持召开内人党特别会议，将国民党人白云梯、郭道甫等人清除出党，另立内人党中央。把持原内人党中央的白云梯等人下令清党，策划受害原内人党中央候补执行委员、共产党人李裕智；南京国民政府下令解散内人党，原内人党中央委员会委员长白云梯后来到南京任职。锡尼喇嘛于1930年被暗杀。此后，内蒙古人民革命党实际上已不复存在。
1915年日本向袁世凯提出的《二十一條》就包含日本对于南满洲、东蒙古地区的要求。北洋政府承认这些条款后，中日签订《南满洲及东部内蒙古之条约》确立日本索求的权力。日本曾资助宗社党发动满蒙独立运动，但此运动失败。沙俄倒台、一战结束后，日本得以独占东蒙地区。通过向东蒙输出商品、给中国借款在东蒙修筑铁路、在东蒙建立公司，日本的势力逐渐向东蒙渗透。田中义一内阁上台后，日本的政策更加激进，主张采用武力、扶植亲日政权以保护日本在满蒙的特殊利益。关东军先后制造万宝山事件、中村大尉事件等事件，希望找到武装冲突的借口。九一八事变后，日本迅速占据东三省，扶植成立满洲国。1933年，日军进占热河省，将其划入满洲国版图。至此，哲里木盟、昭乌达盟、卓索图盟和呼伦贝尔、西布特哈地区被日军占领。日本占据东蒙后，苏炳文的东北民众救国军、周荣久的抗日救国军等抗日武装都曾与日军作战。

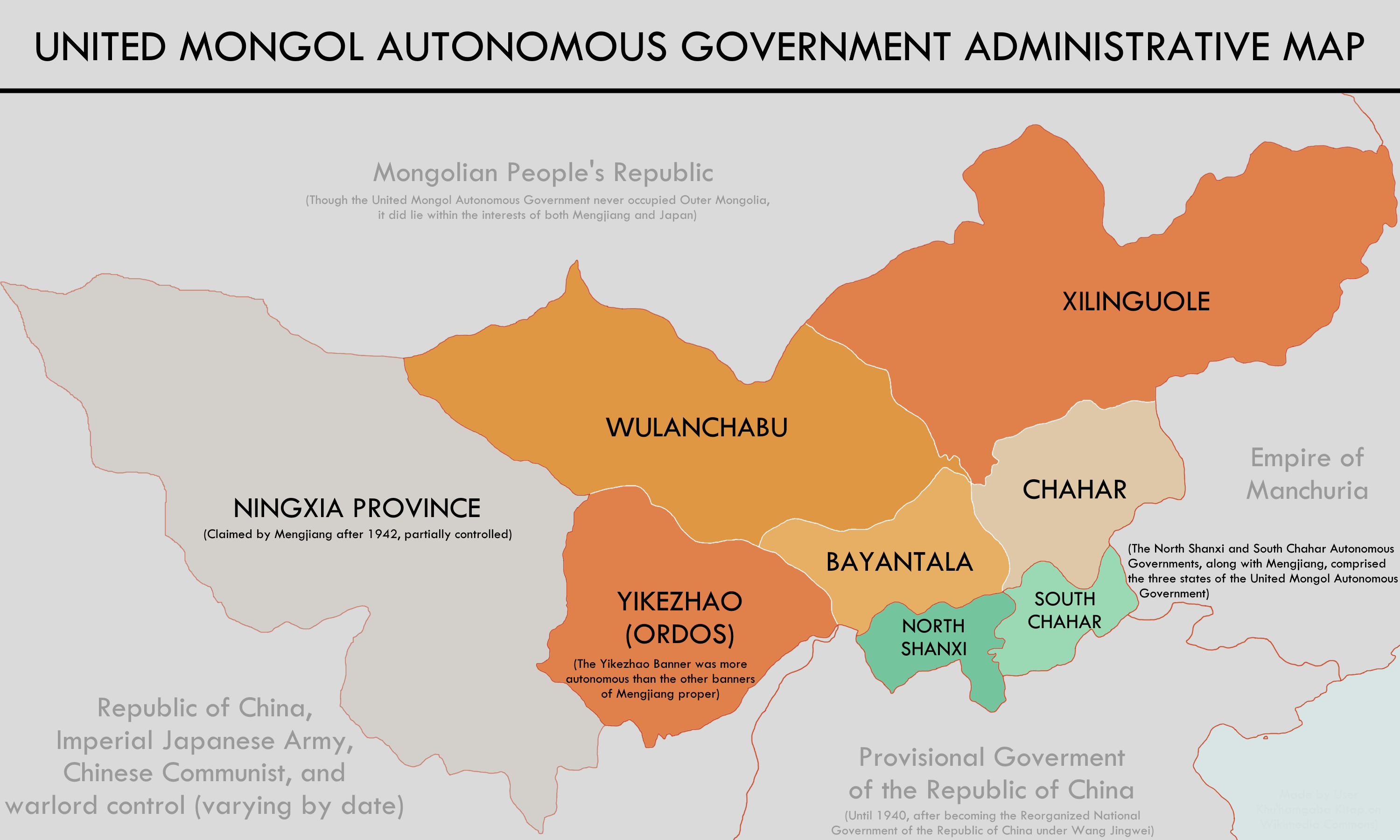
“蒙疆”政府辖区

1933年4月，投降日本的李守信率部攻占察哈尔，建立察东特别自治区。察哈尔民众抗日同盟军曾短暂夺回李守信占领的部分县城。1935年底，李守信奉命占领察东六县。内蒙古高度自治运动失败后，受关东军拉拢，德王也转向与日本合作。1936年4月，德王等人召开第一次蒙古大会，5月在化德成立蒙古军政府，德王任主席、总司令，李守信任副主席、副总司令。日军还扶植王英的大汉义军和王道一的西北防共自治军。8月起，李守信部、王英部进攻绥远，被傅作义的部队击败。傅作义部还乘胜攻下百灵庙、大庙等地，史称「绥远抗战」。卢沟桥事变后，日军攻占归绥，设立蒙古联盟自治政府，将其更名为“厚和豪特”，与察南自治政府、晋北自治政府同属蒙疆联合委员会。1939年9月，蒙古联盟自治政府、察南自治政府、晋北自治政府合组蒙疆联合自治政府，定都张家口，成为名义上归属汪精卫政权的自治政府，1941年8月又改名蒙古自治邦。抗战时期，內蒙古西部由國民黨晉綏軍和日本駐蒙軍反複拉鋸。1939年12月，为策应华南战场冬季攻势，傅作义率军发动包头战役，一度攻入包头城，虽未能夺回包头，但完成战略目的。1940年1月，冈部直三郎调动三万日伪军，发动绥西战役，意图消灭傅作义部。双方均遭受重大损失，但日本歼灭傅作义军主力的计划失败。1940年3月，傅作义发动五原战役，收复五原，几乎全歼五原地区的日偽軍，史称「五原大捷」。:225-234
而在滿洲國統治的內蒙古東部，1935年「蒙地奉上」後盟旗制被廢除，改為省直轄的旗長制，东蒙古诸旗分别划入满洲国的几个省，省、旗公署实权掌握在日本籍参事手中。日本关东军入驻主要城镇及中蒙、中苏边境地带。此外，满洲国组建以蒙古族为主的“兴安军”，派日本军人出任中高级军官，镇压满洲国内的反抗力量，并与东北抗联、八路军、苏联红军和蒙古人民军作战，但在诺门坎战役中惨败。经济方面，满洲国对物资实施统制，强迫农民牧民上交粮食、牲畜，大力开采东蒙的森林、煤矿，组织满蒙开拓团侵占盟旗地域。文化方面满洲国实施奴化教育，灌输大东亚共荣圈等思想。在蒙疆，日本驻军分布在主要城镇和铁路沿线，利用傀儡武装“蒙古军”和警察镇压反抗力量并与国军、共军作战，广泛布置特务。蒙疆政权同样采用物资统制，此外还奖励种植罂粟、制造与销售鸦片，将九成以上鸦片销往北平、上海等地牟利。归绥、包头被日军占领后，绥境蒙政会迁往伊克昭盟，增设绥境蒙旗地方自治指导长官公署作为指导机构，还设立伊盟保安长官公署等机关。陈长捷1941年出任伊盟守备军总司令，在伊盟屯田、实施保甲制、强征军粮、强垦牧场，致使蒙古保安团起兵，酿成伊盟事变。抗日战争期间，东北抗日联军下属的部队曾进入东蒙地区作战。中国共产党在大青山、热河南部地区开辟抗日游击根据地。蒙汉民众也组织一些抗日武装，如杨植霖等人组建的蒙汉抗日游击队。
日本投降前，国共两党都筹划在日本战败之后夺取内蒙古的控制权。1945年8月8日，苏联对日宣战。10日，蒙古人民共和国也向日本宣战。苏蒙联军150万人在西起乌兰察布、东至呼伦贝尔的战线上对日军发起攻击。9日至11日延安总部总司令朱德下令部队配合苏蒙联军发动反攻，进军绥远、察哈尔、热河接受日军投降，要求冀热辽边区部队尽快进入东北地区。在东线，苏蒙联军、东北抗联、八路军联合攻下东北。八路军在8月22日攻占集宁、丰镇，23日攻占张家口，蒙疆政权倒台。8月底，八路军与苏蒙联军在商都、百灵庙、张北等地会师。绥远省大部分被国军接收，部分地区由共产党控制。八路军曾在8月18日先于国军进入归绥城，但后来主动撤出。傅作义部随后攻下萨拉齐、托克托、清水河、和林、武川、陶林、凉城、集宁、丰镇等数座县城。共产党军则控制张家口、承德及附近的县城。1945年10月，八路军用5万余兵力发动平綏路戰役，攻占绥远省东部、南部的县城，将傅作义部困在包头、归绥等城，但八路军未能攻克归绥、包头，在12月初撤退。1946年1月停战令发布前后，傅作义部曾试图打通平绥线，攻击卓资山、集宁，但被八路军击退。国共内战全面爆发前，傅作义部与共产党军大致以大青山为界。

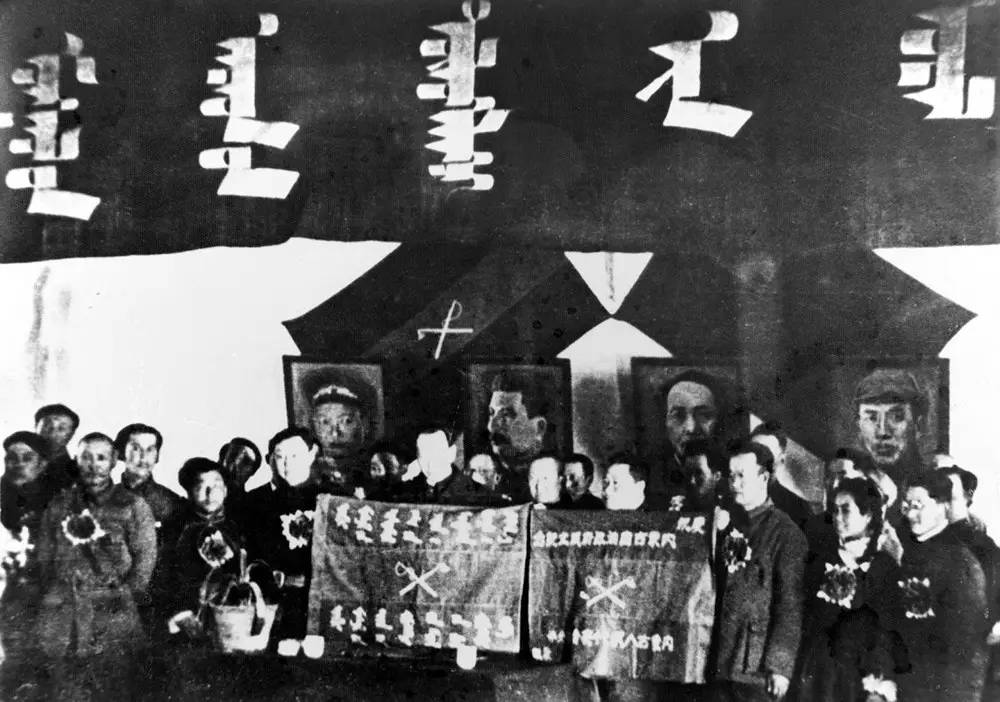
1947年5月1日，内蒙古人民代表会议选出的内蒙古自治政府主席、副主席、委员在会上宣誓就职

1945年8月下旬，一些原蒙疆政府官员和蒙古族青年在锡林郭勒盟苏尼特右旗组建内蒙古人民委员会，提议内外蒙合并，派出代表前往外蒙接洽，并召集各盟旗派代表商议。蒙古国拒绝提议之后，内蒙古人民委员会转向谋求独立，于9月9日在苏尼特右旗召开内蒙古代表会议，发表独立宣言，制定临时宪法，建立内蒙古人民共和国临时政府，选举领导人并建立职能机关。内蒙古人民共和国曾派员出使蒙古国、苏联，希望得到承认，但遭到拒绝。在东蒙，部分原满洲国官员、蒙古族青年于1945年8月18日在兴安盟王爷庙宣布组建内蒙古人民解放委员会，发表《内蒙古人民解放宣言》，重建内蒙古人民革命党，提议内外蒙合并。东蒙派出使团，同蒙古国洽商内外蒙合并问题，也遭到拒绝。1946年1月16日东蒙古人民代表会议在兴安盟葛根庙召开，大会宣告成立东蒙古人民自治政府，实施高度民族自治，建立东蒙古人民自治军，选举领导人，创设机关。1945年9月，原满洲国兴安北省省长额尔钦巴图等人在海拉尔组建呼伦贝尔自治省政府，宣布实施高度民族自治。自治省政府在10月8日正式成立，设有省政府保安队。呼伦贝尔自治省政府曾派人联络国民政府东北行营，希望政府承认呼伦贝尔高度自治，结果被拒绝。1945年10月，中共晋察冀中央局派乌兰夫、奎璧、克力更、陈炳宇等赶赴苏尼特右旗以解决内蒙古人民共和国问题。乌兰夫等人宣传道，内蒙古独立不切实际，不利于内蒙古民族解放，提议改组临时政府。经过工作，多数人接受乌兰夫等人的主张，改组内蒙古人民共和国临时政府，重新选举乌兰夫为政府主席，奎璧等五名中国共产党员为政府委员，政府不久迁往张北，随后解散，多数政府职员参与筹备组建内蒙古自治运动联合会。1945年11月26日至29日内蒙古自治运动联合会在张家口召开成立大会，8个盟、36个旗的代表出席会议，选举常务委员会和执行委员会。联合会主张在各盟旗建立自治政府，在相邻共产党控制区的领导和帮助下开展经济、文化等建设，逐步将全内蒙古统一实施民族自治，创立内蒙古人民自卫军，各民族一律平等。联合会、中国共产党都派出工作组赴东蒙工作。1946年1月，东蒙古人民自治军司令阿思根与东北民主联军西满军区司令吕正操签订协议，自治军归属西满军区领导。1946年3月，在中共中央指示下，内蒙古自治运动联合会与东蒙古人民自治政府派代表在承德举行会议，经过激烈的商谈，双方在自治的几大重要问题上达成共识。4月3日召开的内蒙古自治运动统一会议决定内蒙古由中国共产党领导区域自治，解散东蒙古人民自治政府，内蒙古自治运动联合会作为统一领导单位。5月26日，东蒙古人民自治政府撤销，内蒙古人民革命党宣布解散，东蒙古人民自治军改编为内蒙古人民自卫军。1947年2月，奉中共中央指示，内蒙古自治运动联合会迁往兴安盟王爷庙，筹备组建自治政府、起草施政纲领。1947年4月23日，内蒙古人民代表会议王爷庙召开，与会代表共393人，代表有蒙古、汉、回、满、鄂温克等多个民族，包括工人、农民、牧民等多个阶层。大会通过《内蒙古自治政府施政纲领》、《内蒙古自治政府暂行组织大纲》和，选举出121名内蒙古临时参议会参议员。施政纲领提出内蒙古自治政府地域包括内蒙古各盟旗，是中国的一部分；自治政府致力于解放自治区域内各民族；各民族一律平等，尊重各民族风俗习惯、宗教信仰、语言文字；发展经济、文化、教育、医疗，实行民主改革；建设内蒙古人民自卫军。根据暂行组织大纲，内蒙古自治政府为自治区域的最高行政机关，各级政府官员为民选产生、自治政府委任；自治政府可在中国民主联合政府法令范围内制定单行法《内蒙古人民代表会议宣言》；地方实施盟、旗（县、市）和努图克（苏木、街、村）三级行政区划。1947年5月1日，内蒙古临时参议会选举产生内蒙古自治政府主席、副主席、政府委员，参议会议长、副议长、驻会参议员。内蒙古自治政府宣告成立。成立时，自治政府辖呼伦贝尔、纳文慕仁、兴安、锡林郭勒、察哈尔五个盟，下设34个旗（市）、1个县，总面积53.8万平方公里，总人口约200万，其中约50万人为蒙古族。

1949年左右内蒙古自治政府管辖区域

内蒙古自治运动联合会成立不久，就组建内蒙古人民自卫军骑兵独立旅等多支部队，在察哈尔盟作战。东蒙的武装则与东北民主联军并肩作战。四三会议后，东西蒙武装统一编为内蒙古人民自卫军。1948年，内蒙古人民自卫军改为内蒙古人民解放军，编有六个师、卓索图盟纵队、警卫团、独立3团、独立5团等部，总兵力约两万。内蒙古人民解放军参加辽沈战役、平津战役。1949年5月，内蒙古人民解放军改为中国人民解放军内蒙古军区，正式编入中国人民解放军序列。内战临近尾声时，由于国军在辽沈、平津战役中接连落败，绥远守军陷入孤立。绥远当局与华北人民政府经过谈判，签订《绥远协议》。9月19日，绥远省代省长董其武率39人在包头代表绥远军、政人员宣布与国民党断绝关系、接受共产党领导。此前，德王在1949年4月抵达阿拉善旗定远营，在8月组成蒙古自治政府，德王任主席。随着中共取得绥远、进军宁夏，蒙古自治政府内部出现矛盾，德王主张向西撤退，而达理扎雅、白海风等主张投降共产党。德王西逃，后来又逃往外蒙古。达理扎雅等宣布蒙古自治政府改为西蒙自治政府，在9月23日致电毛泽东，宣布脱离国民政府、接受共产党领导。额济纳土尔扈特特别旗札萨克塔旺嘉布等人在9月27日发电宣布接受中共领导，至此中国共产党取得内蒙古全境。

### 中华人民共和国
中华人民共和国成立前，中国共产党提出将来要撤销热河省、察哈尔省、绥远省，将内蒙古盟旗地域归还内蒙古人民。1949年，中共中央决定，为了方便在东西蒙合并后领导自治区工作，自治政府应当先迁往张家口，待取得绥远省后迁往归绥。11月24日，中央人民政府政务院批准内蒙古自治政府迁往张家口。12月2日，中央人民政府决定将内蒙古自治政府改名内蒙古自治区人民政府。12月下旬，自治区政府开始迁往张家口。1950年9月22日，原属察哈尔省的多伦县、宝昌县、化德县划归内蒙古自治区，察哈尔省于1952年9月撤销。1952年6月、7月，中共中央内蒙古分局和内蒙古自治区人民政府分别迁往归绥市。经过几年的准备，1954年3月6日绥远省撤销，辖区并入内蒙古自治区。4月25日，归绥改称呼和浩特。1956年1月，热河省撤销，原属热河省的赤峰县、宁城县、乌丹县、翁牛特旗、喀喇沁旗和敖汉旗划归内蒙古自治区。4月3日，甘肃省巴彦浩特蒙古族自治州和额济纳蒙古族自治旗划归内蒙古自治区。至此，内蒙古实现统一民族区域自治。

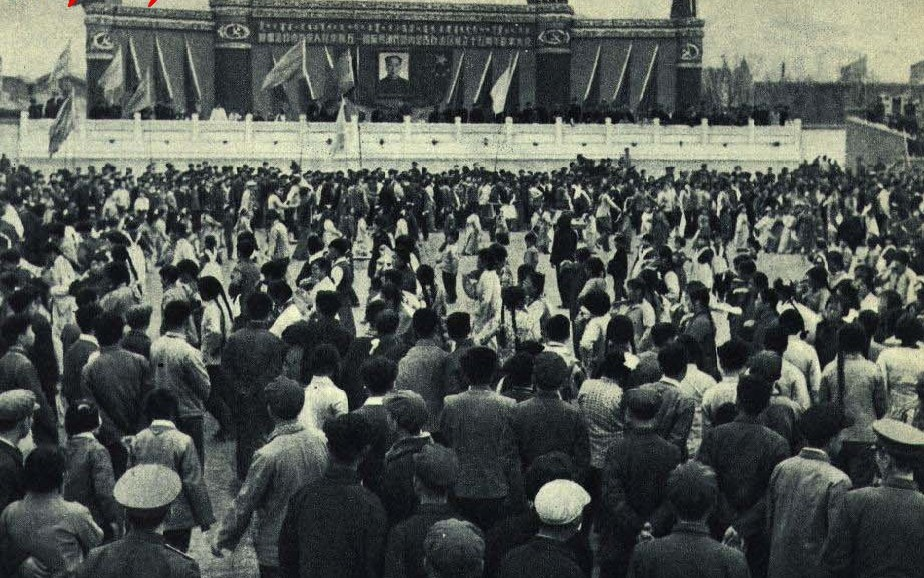
1962年5月1日，内蒙古自治区庆祝成立自治区15周年

中华人民共和国成立后，绥远省废除旧的保甲制度，建立新的基层政权；绥远省投降的国民党部队接受整编、改造；国民党特务、土匪势力被铲除；政府在内蒙古各地实施禁毒、禁娼、禁赌，抓捕制毒、贩毒人员，对吸毒者、娼妓、老鸨、赌徒、赌场主、小偷、无业游民等实施教育和劳动改造。同中国大陆其他地区一样，内蒙古各地也开展三反、五反运动。内蒙古的土地改革在中华人民共和国成立之前就已开始。在农业区，政府将地主、寺庙的土地收归公有，分配给农民，废除改革前农民欠地主、王公、高利贷者的债务；在牧区，政府废除王公贵族特权，推行“不斗不分、不划阶级”，宣布牧场公有，牧主与牧民签订新的合同；在半农半牧区，政府采取“以牧为主、照顾农业、保护牧场、禁止开荒”的方针。在工矿、商户，政府废除旧的把头制度，设立工会。其后，国家对内蒙古的农业、牧业、工业、手工业实行社会主义改造。第一个五年计划的156项重点工程内蒙古占5项，全部位于包头。一五计划期间，内蒙古农牧业迅速增长，粮食产量增长33.6%，牲畜头数增长54.8％；建设一批工业大项目，工业总产值增长2.93倍。内蒙古的教育、研究、文化、医疗等同样快速发展，初步形成涵盖从学前教育到高等教育、业余教育的教育体系，创办了内蒙古师范学院、内蒙古畜牧兽医学院、内蒙古医学院、内蒙古大学等高校，学生人数大幅增长，建设12所研究机构，建设文化馆、博物馆、图书馆，医疗机构数量增长，完全控制自治区的鼠疫疫情，减少布氏杆菌病、克山病的发病人数。1957年反右运动中，内蒙古自治区共将3,731人划为右派。1958年至1960年，内蒙古经济尚呈上升态势。由于受大跃进、人民公社化的影响，1960年至1962年内蒙古经济大幅下挫。政府对牧区采取的政策较为谨慎，牧区受损不大。经过政策调整，自治区的经济之后逐渐好转。
1966年，文化大革命开始不久，时任中共中央政治局候补委员、国务院副总理、国家民族事务委员会主任、中共内蒙古自治区党委第一书记、自治区政府主席乌兰夫就遭到批判。一连串罗织罪名、上纲上线后，中央、地方指控乌兰夫反社会主义、反毛泽东思想、破坏国家统一、策划民族分裂，将乌兰夫定为中共内蒙古党组织中最大的走资派。奎璧、吉雅泰、孔飞、毕力格巴图尔等人被株连。不久，中共内蒙古自治区党委、自治区人民委员会被文革领导小组、四清领导小组和生产领导小组取代，破四旧、斗黑帮、横扫牛鬼蛇神等运动兴起，内蒙古陷入混乱。1967年1月，上海爆发一月风暴后，内蒙古成立呼三司、红卫军、工农兵、无产者等造反组织，这些组织冲击内蒙古党、政、军夺权，相互武斗。造反组织甚至发展到盟、市、旗、县。4月13日，中共中央就内蒙古问题发布决定，将这些组织分为保守派和造反派，中央表态支持造反派；中共中央的决定将内蒙古党、政、军高级领导人王铎、王逸伦等称作保守派的后台、乌兰夫的代理人，把他们称作内蒙古二月逆流，展开批判。1968年7月1日，内蒙古全部盟、市、旗、县均成立革委会，绝大多数农村、工厂、矿山、企业、机关、学校也成立革委会，造反派宣布完成自下而上层层夺权，“内蒙山河一片红”。在打倒乌兰夫之后，内蒙古革委会在1968年1月又发动“挖乌兰夫黑线，肃乌兰夫流毒”运动，简称“挖肃”，很多老干部被划入乌兰夫反党叛国集团，文革前内蒙古党、政、军高干仅少数幸免。“挖肃”运动中，通过严刑逼供、伪造证据，当权者制造新内人党案。根据他们的说法，内蒙古的中国共产党表面上是共产党，实际上是内人党，新内人党党魁是乌兰夫，党的势力深入内蒙古党、政、军，在城市、农村、牧区都有分支。当政者还编造出一大批内人党的下属组织。据统计，因新内人党案遭到迫害的有34.6万人，其中致死16,222人，致残12万人以上。乌兰夫反党叛国集团案、内蒙古二月逆流案、新内人党案被称为内蒙古文革三大假案冤案。1968年，内蒙古革委会决定改变此前在牧区不划阶级的政策，在牧区划分阶级、清理阶级成分，将一批人划为牧主、富牧等剥削阶级；革委会在农村开展清理阶级成分运动，一些农民（多数为蒙古族）被划为地主、富农；在工厂、矿山、学校、机关等地的清理阶级成分运动中，很多人被定为叛徒、特务、走资派、阶级异己分子、反革命分子、坏分子；内蒙古的喇嘛也被划分为宗教职业者和宗教上层分子。很多人因此受到迫害、打击。1969年1月24日，北京军区建立内蒙古生产建设兵团，在内蒙古垦荒。这一年，中共中央认为内蒙古清理阶级队伍存在扩大化问题，挖内人党的运动随后结束。然而中共中央仍然认为打倒乌兰夫、挖内人党、清理阶级队伍的大方向是正确的。7月5日，中央重划内蒙古自治区行政区划，呼伦贝尔盟、哲里木盟、昭乌达盟分别划归黑龙江省、吉林省和辽宁省，阿拉善左旗、阿拉善右旗、额济纳旗改划宁夏回族自治区和甘肃省。12月19日，中共中央命令北京军区对内蒙古实行全面军管，北京军区随即设立了内蒙前线指挥所。军管后，内蒙古的社会秩序得以稳定，经济得到部分恢复；前线指挥所根据中央部署，一面纠正扩大化问题，一面批判乌兰夫、清理阶级队伍。文化大革命的前三年，内蒙古自治区经济发展大为倒退，1969年总产值比1966年下降16.23%。1971年5月，内蒙古革委会、党委调整、增补领导，自治区军管结束。1971年至1972年、1975年，自治区先后按照周恩来、邓小平的指示整顿经济，内蒙古经济稍有好转。文化大革命十年间，内蒙古经济深受危害，总产值年均增长率仅3.56%。
文化大革命结束后，内蒙古自治区及所属盟、市、旗、县数次召开会议揭批四人帮。文化大革命中内蒙古三大冤案以及其他冤假案得到平反。一些涉嫌制造假案、冤案的人员受到审判。1979年5月30日，内蒙古恢复1969年7月之前的行政区划。中共内蒙古自治区党委曾在1981年上书中共中央纪委常务书记黄克诚，请求追究涉嫌制造新内人党案的前内蒙古革委会主任滕海清的刑事责任。然而，中共中央认定新内人党是林彪和四人帮直接干预，康生与陈伯达授意、指使而造成的，康生的责任尤其大，滕海清仅是政策的执行人；考虑到当时的历史背景，中共中央认为不宜过分追究个人责任，关于历史问题中的决议已经确定由党中央承担责任；中共中央认为滕海清虽然对新内人党案有直接领导责任、造成严重后果，但念及此前的功勋、贡献，决定从宽处理，不予追究刑事责任。
改革开放后，内蒙古自治区经济快速增长。从1978年到2017年，自治区地区生产总值由58亿元人民币增长到1.6万亿元，年均增长率为11.7%，人均生产总值在省级行政区内的排名由第17位上升至第9位。2002年至2009年，内蒙古地区生产总值增速连续排名中国省级行政区第一名。据2017年统计，内蒙古牛奶、羊肉、羊绒产量位居中国各省级行政区第一名，煤炭、稀土化合物、煤制油、甲醇、天然气产能产量位居各省级行政区第一名，云计算产业规模排名各省级行政区第一，跨省输电量排名各省级行政区第一。自治区的交通、通信、教育、医疗等也有很大发展。然而，经济发展也带来空气污染、草场退化、沙漠化、湖泊干涸、生物多样性减少等问题。

## 地理

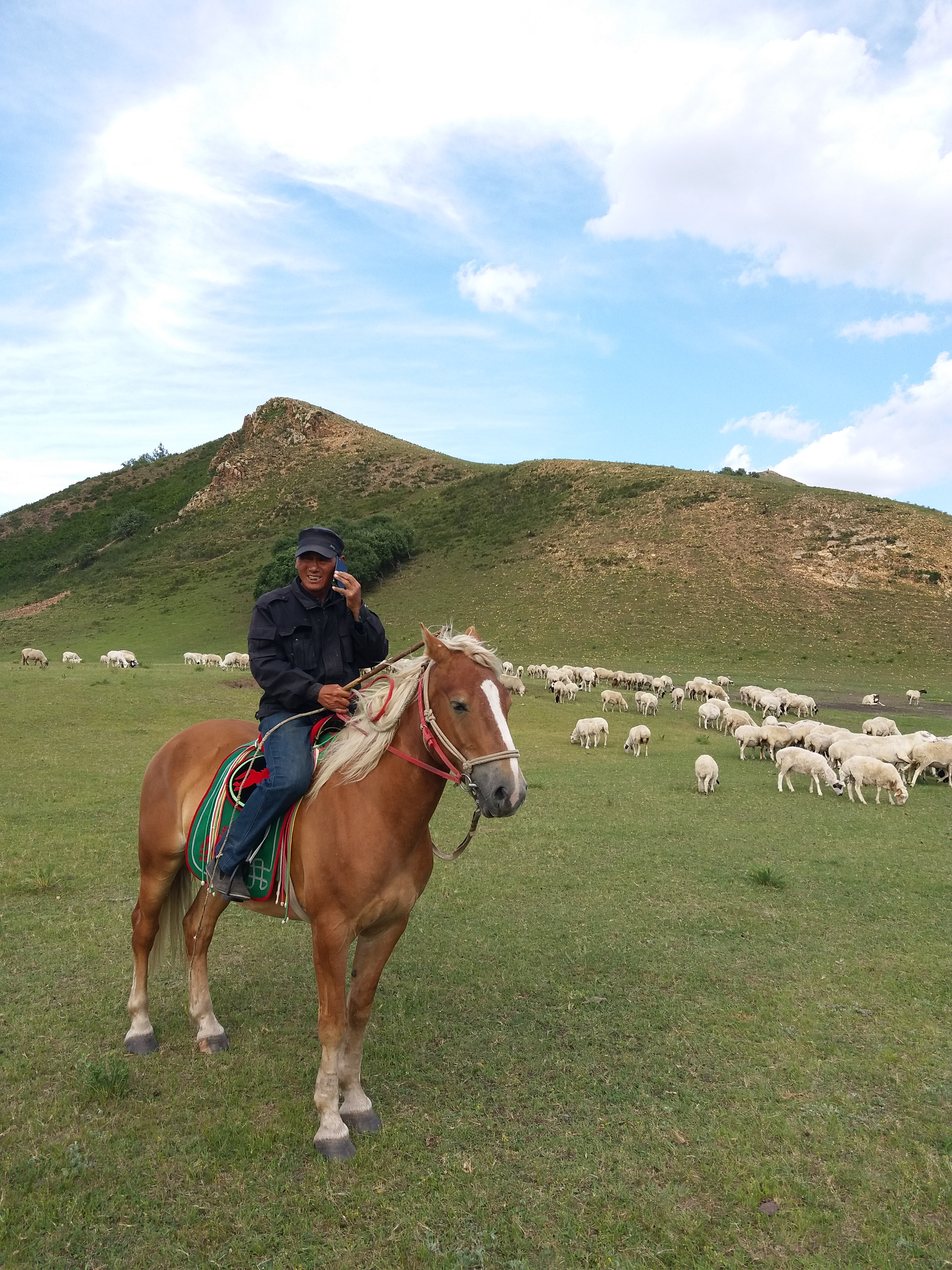
赤峰市克什克腾旗草原上的牧人

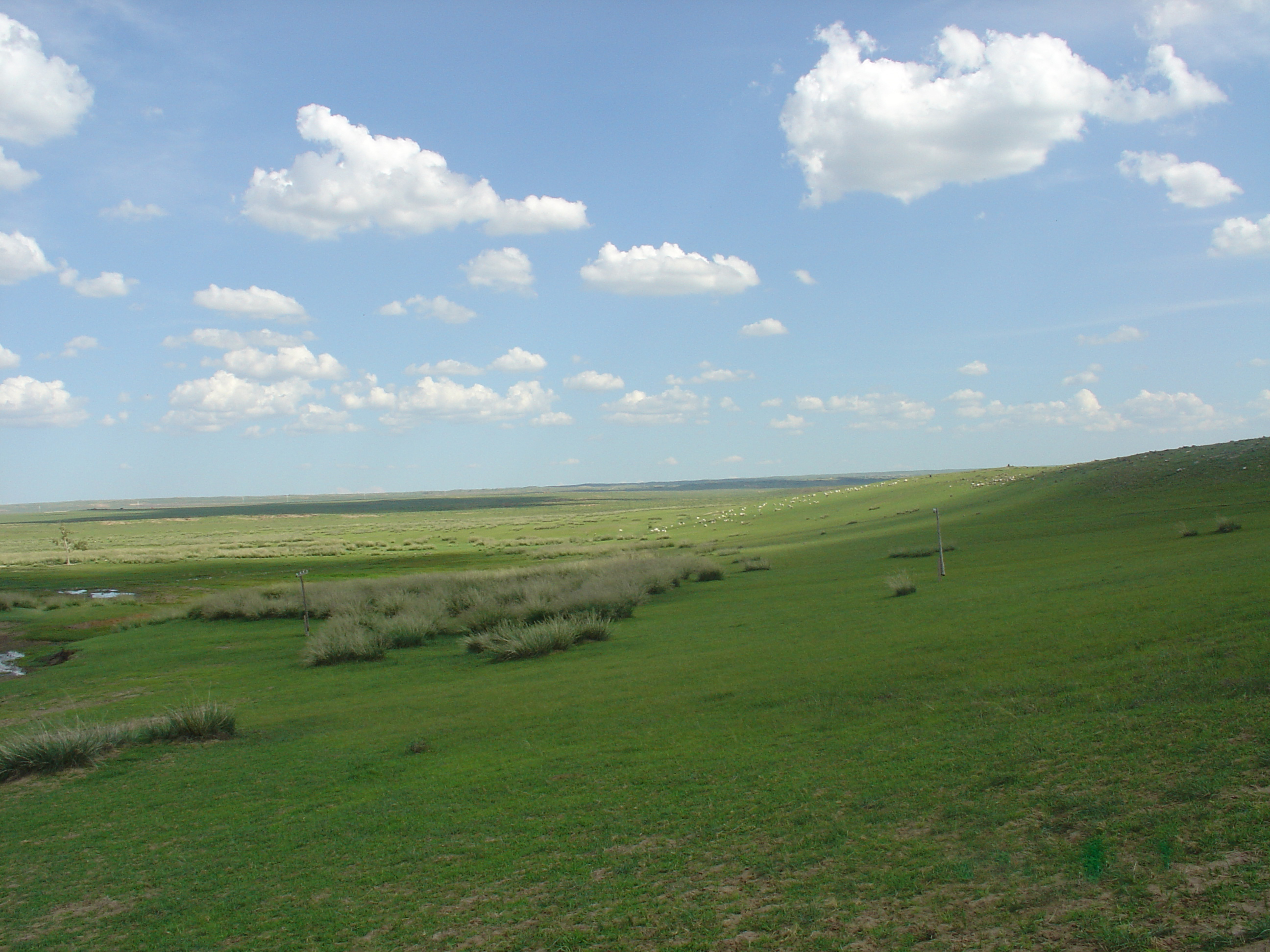
内蒙古的草原

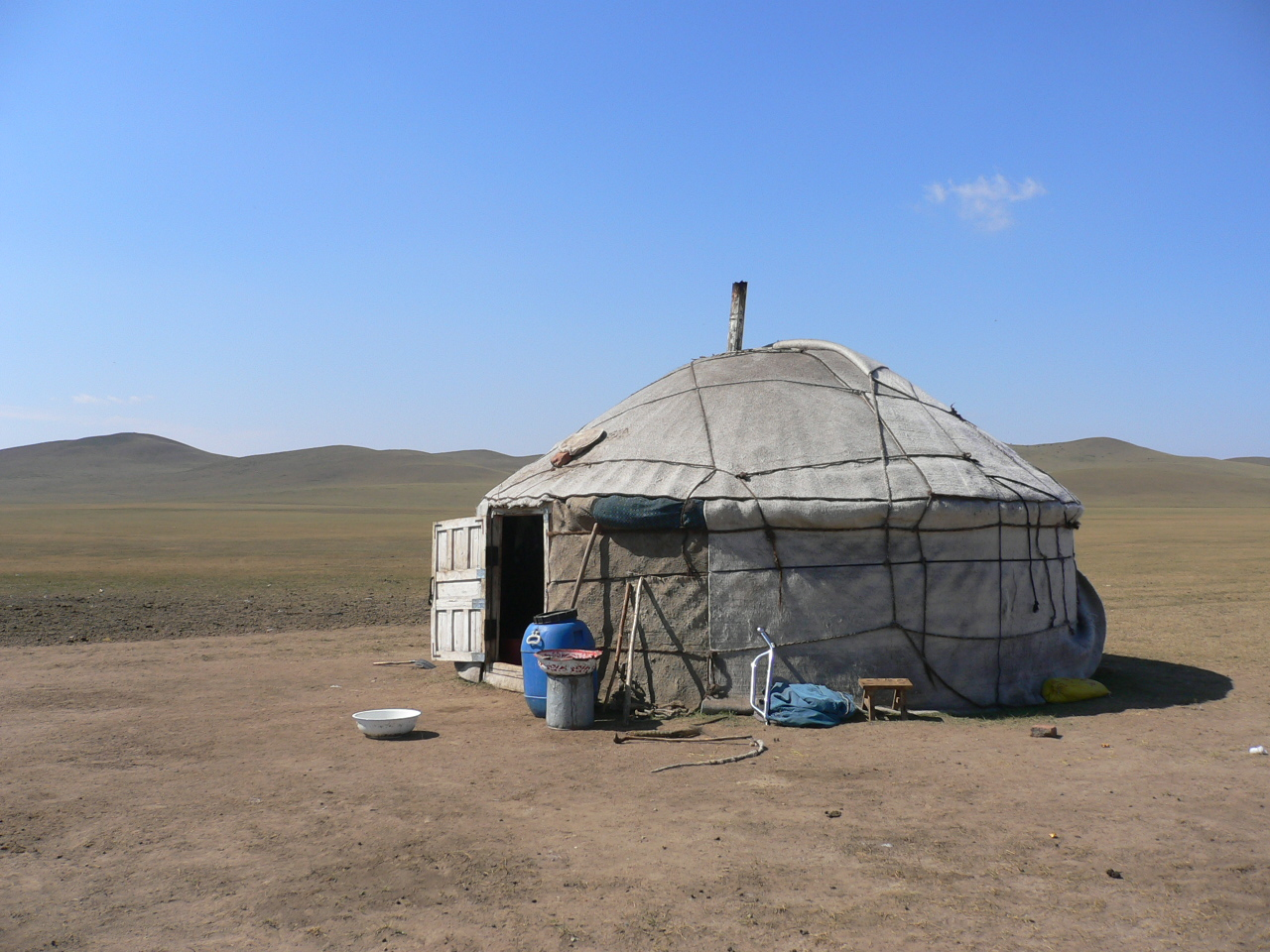
蒙古包，摄于克什克腾旗

内蒙古位於中国北部边疆，範圍横跨东北、华北、西北（三北），接邻八个省区：满洲三省 (黑龙江、吉林、辽宁)、河北、山西、陕西、甘肃和宁夏，与陕西省同是中国邻省最多的省级行政区。内蒙古版图较为狭长，是中国跨经度最多的省级行政区，东西时差达2小时，南北也有不小的季节差距。
- 接邻国家：蒙古国和俄罗斯

内蒙古有18个边境口岸，其中满洲里口岸是中国大陆最大的陆路口岸，二连浩特是对蒙古国的最大边境口岸。
- 主要城市：呼和浩特、包头、赤峰、通辽、乌海、呼伦贝尔、乌兰察布、鄂尔多斯、巴彦淖尔、满洲里、二连浩特、乌兰浩特、锡林浩特、巴彦浩特

### 四至
| 方位 | 地点                                                                 | 坐标                                            |
| ---- | -------------------------------------------------------------------- | ----------------------------------------------- |
| 北   | 呼伦贝尔市额尔古纳市恩和哈达镇                                       | 53°19′58″N 121°29′18″E / 53.33284°N 121.48828°E |
| 东   | 呼伦贝尔市鄂伦春自治旗（黑龙江省大兴安岭地区松岭区小扬气镇实际管辖） | 50°57′44″N 126°04′11″E / 50.96230°N 126.06970°E |
| 南   | 阿拉善盟阿拉善左旗温都尔勒图镇                                       | 37°24′24″N 104°10′50″E / 37.40680°N 104.18060°E |
| 西   | 阿拉善盟额济纳旗哈日布日格德音乌拉镇                                 | 42°47′15″N 97°13′30″E / 42.78740°N 97.22500°E   |

### 地质
内蒙古地轴主要由太古代的结晶岩、变质岩和花岗片麻岩组成，经多次构造、岩浆活动，形成东西横亘的阴山山脉。地轴以南主要属鄂尔多斯台拗，为一长期沉陷区，沉陷时期在中生代；其西部边缘在中生代发生褶皱，形成贺兰山等。地轴以北主要属内蒙古—大兴安岭褶皱系，以华力西运动为主要旋回，燕山运动使褶皱系再一次受到改造，形成东北—西南走向的大兴安岭，区内出露晚古生代地层，一般未变质或变质轻微。自治区东北部的呼伦盆地、额尔古纳河流域，属额尔古纳褶皱系。
内蒙古东部是火山集中分布地区。分为：大兴安岭中段火山群，分布在绰尔河、哈拉哈河之间的熔岩台地上。阿巴嘎火山群，分布在锡林郭勒盟中部熔岩台地上。达来诺尔火山群，在达来诺尔以北的熔岩台地上。乌兰哈达火山群，分布在集二铁路两侧。岱海火山群。

### 地形
内蒙古高原开阔坦荡，海拔600～1400米，地势西高东低，南高北低，坦荡缓穹的岗阜与宽广的塔拉（蒙古语平地、盆地）相间，构成大波幅的辽阔草原。

### 气候
内蒙古地处中温带大陆，水热条件较差，西部热量虽多，但降水稀少。气温自大兴安岭向东南、西南递增。低温区分布于大兴安岭中山地带，年均温低于-5～-3℃，是中国最冷地区之一，由此向东南随地势和纬度的降低，气温渐升，大兴安岭以西气温明显递增，由呼伦贝尔高原的-1～1℃至阿拉善盟的8～9℃。冬季以大兴安岭地区最长，自9月下旬入冬，翌年5月上旬回春。其它地区冬季也在半年以上。夏季温凉短促，部分地区无夏季。7月均温全区变化在16～26℃，自东北向西南递增。
内蒙古地处季风环流过渡带，降水自东南向西北递减。大兴安岭山地和西辽河流域的南部山区，年降水量450毫米以上。内蒙古西部少于250毫米，阿拉善不到100毫米。

### 水文
内蒙古河川径流总量约400亿立方米。
内蒙古自治区有大小湖泊一千余个，是中国内陆湖泊分布密集的地区之一。内蒙古的湖泊大多分布在西辽河平原、内蒙古高原和鄂尔多斯高原。湖泊主要为风蚀湖，其次为构造湖，也有一部分牛轭湖。由于地下水补给稀少，河流、湖泊的补给主要来自降水，湖泊有明显的季节变化，雨季时水位上升、湖面扩大；其他季节水位下降，一些小湖甚至会干涸，沙漠地区常见这样的雨季湖。大多数湖泊面积不足1平方公里，湖水通常很浅，在1.5米至4米之间。构造湖较风蚀湖深一些，面积也更大。内蒙古自治区兼有淡水湖、微咸湖和咸水湖，咸水湖中还包括盐湖、碱湖、硼砂湖和芒硝湖等。面积超过100平方公里的湖有七个，即呼伦湖、贝尔湖、达里诺尔、乌梁素海、岱海、黄旗海、库勒查干诺尔。:135-141其中，呼伦湖是中国北方第一大湖、全国第四大淡水湖。内蒙古自治区湖泊生态系统较为脆弱，湖水浅、淡水湖少、盐湖多、易盐化、易干枯。由于气候变化和人类活动，内蒙古的湖泊受到威胁。农牧交错区主要的人为因素是灌溉用水，而牧区的主要原因是煤炭开采用水。据研究，自1987年至2010年间内蒙古湖泊总面积减少30.3%，面积超过1平方公里的湖泊数量减少了34%，呼伦湖等湖泊面积萎缩，奈曼西湖等湖泊干涸，居延海干涸导致绿洲面积缩减、变为风沙源头。通过实施引水（如引海拉尔河水补呼伦湖），一些湖泊的面积得以部分恢复。
内蒙古地下水总量230多亿立方米。水资源82％在东部，西部地区缺水。
- 戈壁沙漠
- 巴丹吉林沙漠中必鲁图峰沙峰与西侧的音德日图湖
- 額爾古納河，摄于海拉尔
- 呼伦湖，中国北方第一大湖、全国第四大淡水湖

## 行政区划
全区现辖9个地级市、3个盟，下设23个市辖区、11个县级市、17个县、49个旗、3自治旗，1025个乡级行政单位，包括246 街道，509 镇，99 乡，153 苏木，17 民族乡，1 民族苏木。
- 地级市：呼和浩特市、包头市、乌海市、赤峰市、通辽市、鄂尔多斯市、呼伦贝尔市、巴彦淖尔市、乌兰察布市
- 盟：兴安盟、锡林郭勒盟、阿拉善盟

| 内蒙古自治区行政区划图 | 内蒙古自治区行政区划图                            | 内蒙古自治区行政区划图                                   | 内蒙古自治区行政区划图 | 内蒙古自治区行政区划图  | 内蒙古自治区行政区划图 | 内蒙古自治区行政区划图 | 内蒙古自治区行政区划图 | 内蒙古自治区行政区划图 | 内蒙古自治区行政区划图 | 内蒙古自治区行政区划图 |
| --- | ------------------------------------------------- | -------------------------------------------------------- | ---------------------- | ----------------------- | ---------------------- | ---------------------- | ---------------------- | ---------------------- | ---------------------- | ---------------------- |
| ↖ 呼和浩特市 包头市 ↗ 乌海市 赤峰市 通辽市 鄂尔多斯市 呼伦贝尔市 巴彦淖尔市 乌兰察布市 兴安盟 锡林郭勒盟 阿拉善盟 █ 呼伦贝尔市鄂伦春自治旗境内的加格达奇区、松岭区 · 实际由黑龙江省大兴安岭地区管辖 |                                                   |                                                          |                        |                         |                        |                        |                        |                        |                        |                        |
| 区划代码 | 区划名称 蒙古文                                   | 汉语拼音 鲍培转写                                        | 面积 （平方公里）      | 常住人口 （2020年普查） | 政府驻地               | 县级行政区划           | 县级行政区划           | 县级行政区划           | 县级行政区划           | 县级行政区划           |
| 区划代码 | 区划名称 蒙古文                                   | 汉语拼音 鲍培转写                                        | 面积 （平方公里）      | 常住人口 （2020年普查） | 政府驻地               | 市辖区                 | 县级市                 | 县                     | 旗                     | 自治旗                 |
| 150000 | 内蒙古自治区 ᠦᠪᠦᠷ ᠮᠣᠩᠭᠤᠯ ᠤᠨ ᠥᠪᠡᠷᠲᠡᠭᠡᠨ ᠵᠠᠰᠠᠬᠤ ᠣᠷᠤᠨ | Nèi Měnggǔ Zìzhìqū Öbür mongγol-un öbertegen zasaqu orun | 1,154,552.33           | 24,049,155              | 呼和浩特市             | 23                     | 11                     | 17                     | 49                     | 3                      |
| — 地级市 — |                                                   |                                                          |                        |                         |                        |                        |                        |                        |                        |                        |
| 150100 | 呼和浩特市 ᠬᠥᠬᠡᠬᠣᠲᠠ                               | Hūhéhàotè Shì Kökeqota                                   | 17,186.12              | 3,446,100               | 新城区                 | 4                      |                        | 4                      | 1                      |                        |
| 150200 | 包头市 ᠪᠤᠭᠤᠲᠤ ᠬᠣᠲᠠ                                | Bāotóu Shì Buγutu qota                                   | 27,571.17              | 2,709,378               | 九原区                 | 6                      |                        | 1                      | 2                      |                        |
| 150300 | 乌海市 ᠦᠬᠠᠢ ᠬᠣᠲᠠ                                  | Wūhǎi Shì Üqai qota                                      | 1,668.64               | 556,621                 | 海勃湾区               | 3                      |                        |                        |                        |                        |
| 150400 | 赤峰市 ᠤᠯᠠᠭᠠᠨᠬᠠᠳᠠ ᠬᠣᠲᠠ                            | Chìfēng Shì Ulaγanqada qota                              | 86,915.58              | 4,035,967               | 松山区                 | 3                      |                        | 2                      | 7                      |                        |
| 150500 | 通辽市 ᠲᠥᠩᠯᠢᠶᠠᠣ ᠬᠣᠲᠠ                              | Tōngliáo Shì Tüngliyou qota                              | 58,861.55              | 2,873,168               | 科尔沁区               | 1                      | 1                      | 1                      | 5                      |                        |
| 150600 | 鄂尔多斯市 ᠣᠷᠳᠤᠰ ᠬᠣᠲᠠ                             | È'ěrduōsī Shì Ordos qota                                 | 86,881.61              | 2,153,638               | 康巴什区               | 2                      |                        |                        | 7                      |                        |
| 150700 | 呼伦贝尔市 ᠬᠥᠯᠥᠨ ᠪᠤᠶᠢᠷ ᠬᠣᠲᠠ                       | Hūlúnbèi'ěr Shì Kölön buyir qota                         | 252,777.38             | 2,242,875               | 海拉尔区               | 2                      | 5                      |                        | 4                      | 3                      |
| 150800 | 巴彦淖尔市 ᠪᠠᠶᠠᠨᠨᠠᠭᠤᠷ ᠬᠣᠲᠠ                        | Bāyànnào'ěr Shì Bayannaγur qota                          | 65,139.66              | 1,538,715               | 临河区                 | 1                      |                        | 2                      | 4                      |                        |
| 150900 | 乌兰察布市 ᠤᠯᠠᠭᠠᠨᠴᠠᠪ ᠬᠣᠲᠠ                         | Wūlánchábù Shì Ulaγančab qota                            | 54,455.89              | 1,706,328               | 集宁区                 | 1                      | 1                      | 5                      | 4                      |                        |
| — 盟 — |                                                   |                                                          |                        |                         |                        |                        |                        |                        |                        |                        |
| 152200 | 兴安盟 ᠬᠢᠩᠭ᠋ᠠᠨ ᠠᠶᠢᠮᠠᠭ                              | Xīng'ān Méng Qingγan ayimaγ                              | 55,130.73              | 1,416,929               | 乌兰浩特市             |                        | 2                      | 1                      | 3                      |                        |
| 152500 | 锡林郭勒盟 ᠰᠢᠯᠢ ᠶᠢᠨ ᠭᠣᠣᠯ ᠠᠶᠢᠮᠠᠭ                   | Xīlínguōlè Méng Sili-yin γool ayimaγ                     | 199,883.52             | 1,107,075               | 锡林浩特市             |                        | 2                      | 1                      | 9                      |                        |
| 152900 | 阿拉善盟 ᠠᠯᠠᠱᠠ ᠠᠶᠢᠮᠠᠭ                             | Ālāshàn Méng Alaša ayimaγ                                | 248,080.49             | 262,361                 | 阿拉善左旗             |                        |                        |                        | 3                      |                        |

## 人口
| 年份               | 总人口     | 汉族人口   | 汉族人口 | 蒙古族人口 | 蒙古族人口 | 其他民族人口 | 其他民族人口 |
| ------------------ | ---------- | ---------- | -------- | ---------- | ---------- | ------------ | ------------ |
| 1953（不含热河省） | 6,100,104  | 5,119,928  | 83.9%    | 888,235    | 14.6%      | 18,354       | 0.3%         |
| 1964               | 12,348,638 | 10,743,456 | 87.0%    | 1,384,535  | 11.2%      | 50,960       | 0.4%         |
| 1982               | 19,274,281 | 16,277,616 | 84.4%    | 2,489,378  | 12.9%      | 237,149      | 1.2%         |
| 1990               | 21,456,500 | 17,290,000 | 80.6%    | 3,379,700  | 15.8%      |              |              |
| 2000               | 23,323,347 | 18,465,586 | 79.2%    | 3,995,349  | 17.1%      | 499,911      | 2.3%         |
| 2010               | 24,706,321 | 19,650,687 | 79.5%    | 4,226,093  | 17.1%      | 452,765      | 1.8%         |
| 2020               | 24,049,155 | 18,935,537 | 78.74%   | 4,247,815  | 17.66%     | 865,803      | 3.60%        |

截至2022年底，内蒙古自治区常住人口2401.17万人，比上年末增长1.17万人。其中，城镇人口1647.20万人，乡村人口753.97万人；常住人口城镇化率达68.60%，比上年末提高0.39个百分点。男性人口1224.74万人，女性人口1176.43万人。
根据第七次全国人口普查结果，2020年11月1日零时内蒙古自治区的常住人口为24049155人。
据统计，2017年末内蒙古自治区的人口为2528.6万。按性别分，男性1305.2万人，女性1223.4万人；按城乡分，城镇人口1568.2万人，乡村人口960.4万人。出生率为9.5‰，死亡率5.7‰，人口自然增长率3.7‰，人口机械增长率为负0.4‰。按年龄组划分，0到14岁有341.1万人，占总人口的13.5%；15到64岁1936.4万人，占总人口的76.6%；65岁以上251万人，占总人口的9.9%。内蒙古自治区同时也是世界上所有面积超过100万平方公里的一级行政区中人口最多的。
内蒙古自治区各地人口密度有所差异。呼和浩特市、包头市、乌海市、通辽市和赤峰市人口密度较高，五市城市规模较大，且是内蒙古主要农耕地区。锡林郭勒盟和阿拉善盟人口密度较低，两盟都以放牧为主，辖区有大面积的戈壁、沙漠。兴安盟、呼伦贝尔市、乌兰察布市、鄂尔多斯市和巴彦淖尔市人口密度居中，这五个盟市都是农牧交错区。

### 民族
| 民族     | 人口數     | 百分比  |
| -------- | ---------- | ------- |
| 漢族     | 19,650,665 | 79.54%  |
| 蒙古族   | 4,226,090  | 17.11%  |
| 满族     | 452,765    | 1.83%   |
| 回族     | 221,483    | 0.90%   |
| 達斡爾族 | 76,255     | 0.31%   |
| 鄂溫克族 | 26,139     | 0.11%   |
| 朝鮮族   | 18,464     | 0.07%   |
| 俄罗斯族 | 4,673      | 0.02%   |
| 鄂倫春族 | 3,632      | 0.01%   |
| 人口总数 | 24,706,291 | 100.00% |

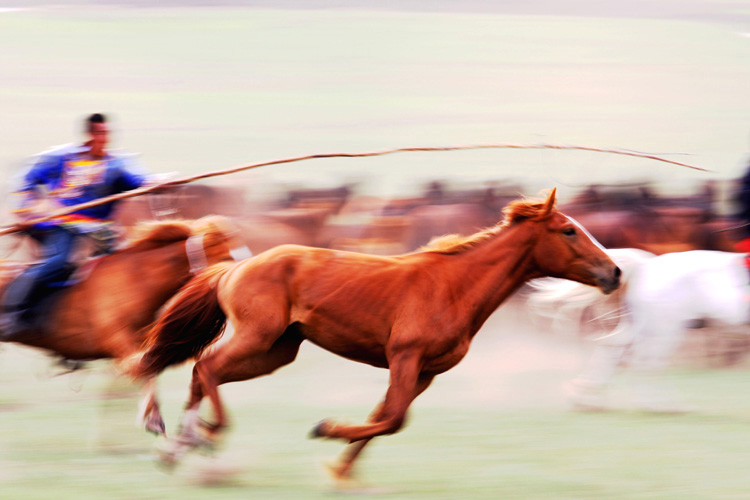
牧马的蒙古人

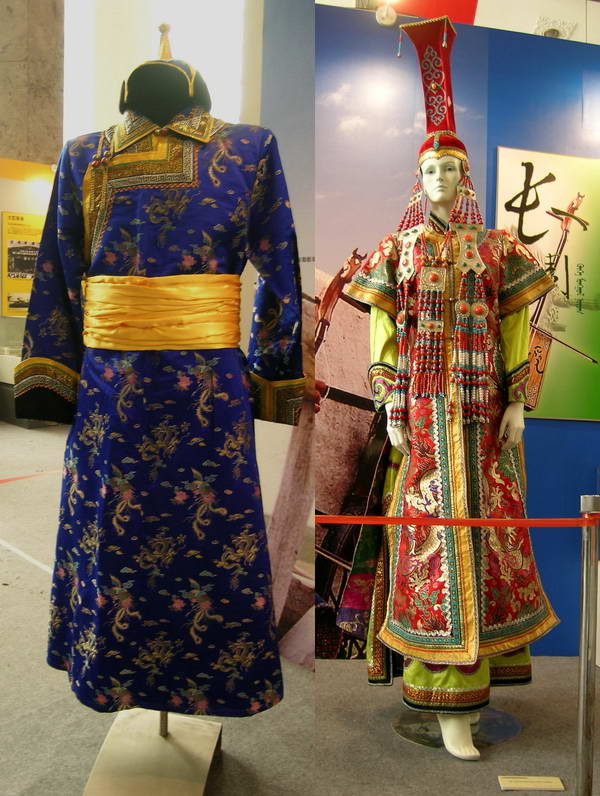
蒙古族传统服饰

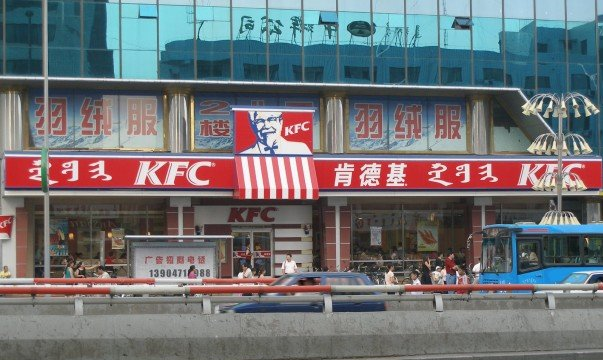
呼和浩特市的一家肯德基餐厅，牌匾同时使用漢語、蒙語和英語。内蒙古自治区规定社会市面蒙汉两种文字并用。2014年至2016年的整治行动提出蒙汉两种文字同比例、同材质、同颜色、同亮度等要求。

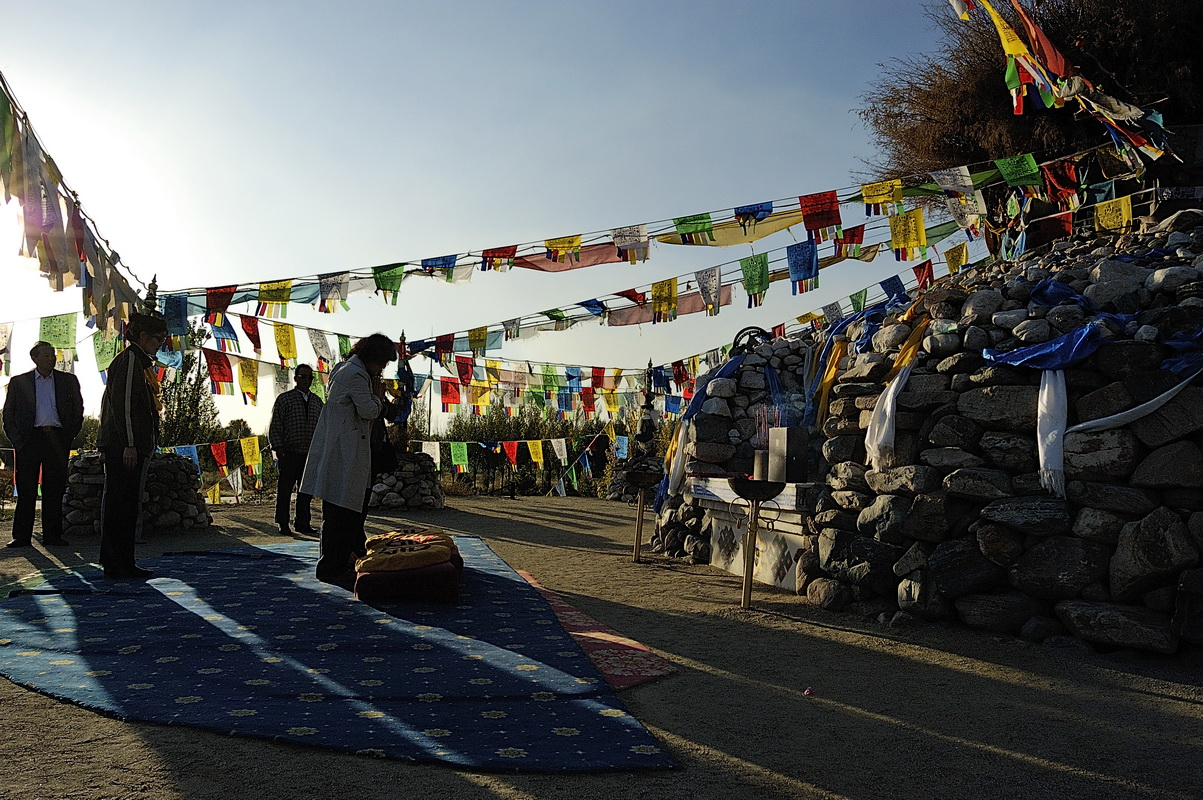
祭敖包，摄于包头市

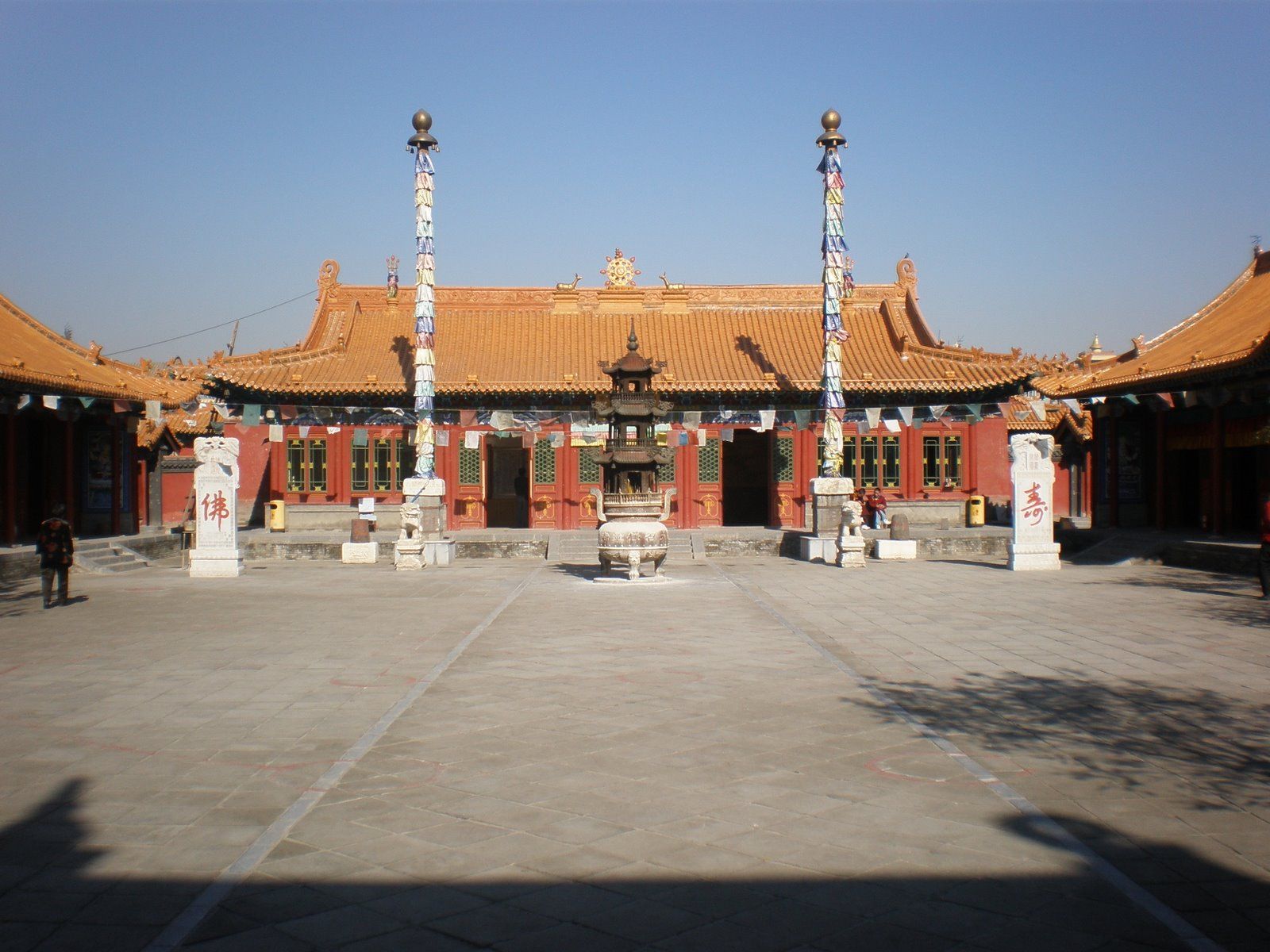
位于呼和浩特市的藏传佛教格鲁派寺院大召，大召为明清时期呼和浩特地区“七大召”之首

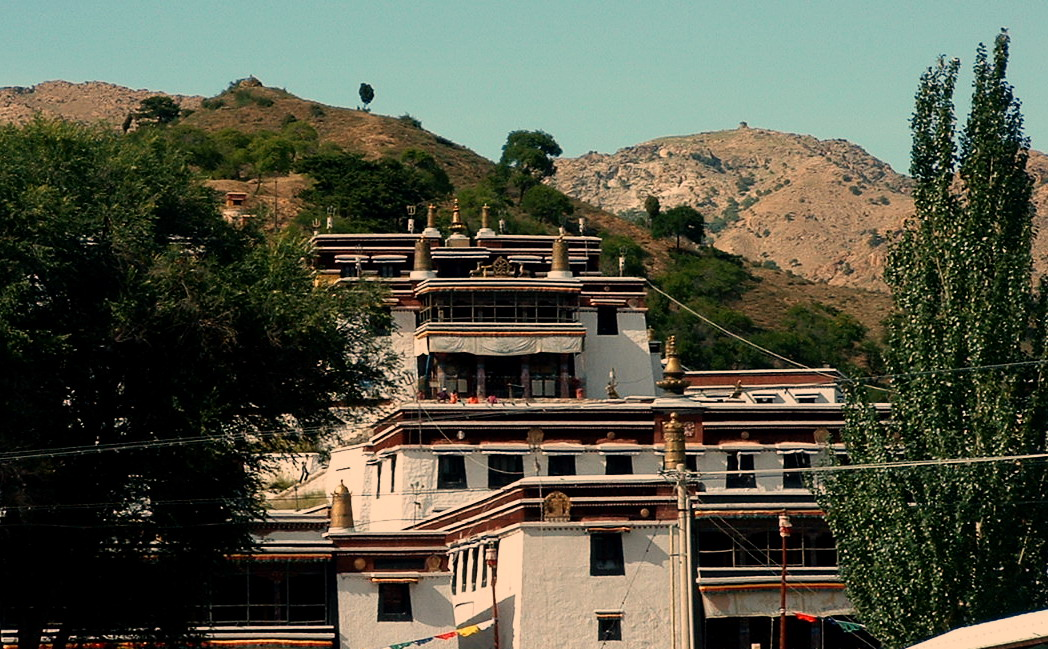
位于包头市的藏传佛教格鲁派寺院五当召，五当召是內蒙古最大藏傳佛教寺院，也是内蒙古唯一的纯藏式建筑群

根據2010年中國人口普查顯示，內蒙古主要為汉族（1965万，占79.54%）、其次為蒙古族（422万，占17.11%），以及满（45万）、回（22万）、达斡尔（7.6万）、鄂温克（2.6万）、俄罗斯（4673人）、鄂伦春（3573人）、锡伯（3023人）等49个民族，民族眾多。值得一提的是，中國内蒙古自治区的蒙古族人口總數（约422万）超过了蒙古国的蒙古族人口总数（约250万），而自治區外的在華蒙古族也有200萬人左右，中國約占有全球蒙古族的40%；然而在人口比例上，內蒙古自治區的蒙古族佔区內總人口的2成，少於同區內的漢族人口。因此中國內蒙古自治區實際上是以漢族為多數的地區，比起民系單一的蒙古國（以喀爾喀部的蒙古族為主），內蒙古地區的有些部族從前就是游牧諸侯國，因此內蒙內的各個民系差異甚大。內蒙古包含很多個互不隸屬的蒙古族民系，如蒙古族鄂爾多斯部、察哈爾部、科爾沁部等等，各自都有不同的蒙族文化，加上內蒙北部鄰近蘇聯，西部偏遠地區少數民族眾多，各族人口組成與認同相當多元。
比起蒙古國，中國内蒙古境内很早就有汉族世代居住。战国时代燕、赵等国的版图包括今内蒙古部分地区。西汉两次大规模向内蒙古移民。其后东汉、魏晋南北朝、隋唐、辽金时代，汉族与匈奴、乌桓、鲜卑、敕勒、契丹、女真等北方民族都曾在内蒙古居住。元代，被蒙古征服的契丹、女真等族部分融入蒙古族。元末明初战乱，汉人大多南迁。明代，一些汉民被蒙古军掳掠至内蒙古，还有一些逃荒或者流亡的汉民来内蒙古谋生。明末清初的动荡局势中，多数汉人南下。清代，由于移民、八旗驻防、公主随嫁、旗人屯垦等因素，内蒙古由蒙古族为主的地区变为蒙、汉、回、满等多民族居住的地区，民族构成大大改变。清朝初年，朝廷禁止汉人迁入蒙地。有一些汉人以召庙或衙署工匠、公主陪嫁的身份移居内蒙古。然而大多数汉民是违反禁令迁入内蒙古谋生的。大体上，山西、陕西、甘肃的移民走西口进入内蒙古中西部，山东、河北、河南移民闯关东来到内蒙古东部。清中期推行借地养民，晚清实施移民实边，内蒙古汉族移民增长加快。由于喇嘛教、部队征调、自然灾害、疾病等因素，清代蒙古族人口减少。据统计，清初内蒙古有蒙古族约104万人；19世纪初，内蒙古人口约215万（不计呼伦贝尔八旗），汉族和蒙古族各约一百万；中华民国初年，内蒙古汉族人口约250万，含呼伦贝尔八旗在内的蒙古族仅有87.8万人。到1930年代，汉族与蒙古族人口的差距进一步拉大，热河、察哈尔、绥远三省汉族人口占93%，蒙古族仅占7%。内蒙古自治政府成立的1947年，内蒙古汉族人口占83.60%，蒙古族占13.73%，其他少数民族占1.51%，幾乎與內地漢族為大宗的情況相近。中华人民共和国成立后，内蒙古少数民族人口比例回復，增长更快于汉族增长，原因较多：一些原来的汉族人口将民族改为少数民族，因為少数民族的计划生育政策较为宽松，還有方便地方增加文化輔助數據的指標，汉族与少数民族通婚后子女大多會被登記为少数民族，加上考試方便，戶籍人口遷移容易等實質因素助長下，有利於跨文化家庭紛紛更換為蒙古族身分，所以現代以來呈現增加是因為祖上有漢族血統的年輕人增多，使得內蒙古文化主要為融合文化。
内蒙古自治区各少数民族中，满族人口仅次于蒙古族。满族人口分布呈“大杂居、小聚居”格局，主要分布在呼伦贝尔市、呼和浩特市、包头市、赤峰市、通辽市和兴安盟。自治区有四个满族乡和一个满族聚居区。内蒙古满族的主要来源为军事驻防、八旗庄田、公主随嫁、工作调迁四种途径。内蒙古自治区是回族人口较多的民族地区。元代就有回族迁入内蒙古，不过内蒙古的回族人口主要是清代迁入的。回族人口在自治区内分布大体上分散，在呼和浩特市、包头市、赤峰市、呼伦贝尔市相对集中。内蒙古自治区的达斡尔族人口占全国达斡尔族的57.8％（2010年），自治区有全国唯一的达斡尔族自治旗莫力达瓦达斡尔族自治旗。沙皇俄国向外兴安岭扩张后，达斡尔人南迁至大兴安岭和嫩江流域。后来，清朝征调一部分达斡尔人戍边，部分达斡尔人因而迁居呼伦贝尔、瑷珲和塔城。内蒙古自治区的鄂温克族人口占全国鄂温克族的84.7％（2010年），鄂温克族自治旗为主要聚居地。鄂温克族历史上居住在贝加尔湖、黑龙江流域一带，旧称索伦、通古斯和雅库特，自称鄂温克，1957年政府根据民族意愿将通称取为鄂温克。内蒙古自治区的鄂伦春族人口占全国鄂伦春族的41.9％（2010年），主要分布在鄂伦春自治旗、扎兰屯市、莫力达瓦达斡尔族自治旗。鄂伦春人原先居住在精奇里江流域，后在沙皇俄国扩张压力下内迁至大小兴安岭地区。内蒙古自治区的俄罗斯族人口占全国俄罗斯族的30.4％（2010年），主要分布在呼伦贝尔市。呼伦贝尔市下辖的额尔古纳市恩和俄罗斯族乡是中国唯一的俄罗斯民族乡。内蒙古的俄罗斯族多为早年闯关东的山东人与额尔古纳河对岸俄罗斯人通婚的后裔。

### 语言
汉语主要有晋语（内蒙古中西部）、东北官话（内蒙古东部、包头市昆都仑区）、北京官话（锡林郭勒盟中东部，赤峰市大部，包头市青山区，呼和浩特市区和乌兰察布市区）和兰银官话（阿拉善盟）。
内蒙古自治区以正蓝旗代表的察哈尔蒙古语作为标准方言。
- 中部方言，又称喀尔喀—内蒙古牧业方言（包括喀尔喀土语、察哈尔土语、鄂尔多斯土语）
- 西部方言，又称卫拉特—卡尔梅克方言
- 北部方言，又称巴尔虎—布里亚特方言
  - 新巴尔虎土语
  - 陈巴尔虎土语
  - 布里亚特土语
- 东部方言，又称科尔沁—喀喇沁方言 
  - 科尔沁土语
  - 喀喇沁—土默特土语
  - 喀喇沁次土语
  - 蒙古贞次土语

自治区规定，蒙古语言文字是自治区的通用语言文字；自治区各级国家机关行使职权时如果蒙汉并用，可以以蒙语为主；政府公文需使用蒙、汉两种文字；社会市面文字应当蒙汉并用。
达斡尔语、鄂伦春语和鄂温克语由于民族人口较少、有语言无文字等原因，会说的人逐年减少，处于濒危状态。

### 宗教
内蒙古宗教（2000-2010）
根據官方统计数据，2009年内蒙古自治区信奉宗教的人数超过100万人，占总人口的3.7%。其中，30余万人信仰藏传佛教，21余万人信仰伊斯兰教，20余万人信仰天主教，19万人信仰基督新教，10余万人信仰汉传佛教，2500人信仰东正教，500余人信仰道教。
蒙古族早先信仰萨满教。13世纪，藏传佛教首次传入蒙古地区。当时阔端曾在凉州与萨迦法王萨班会面，萨班后来开始向蒙古贵族传教。忽必烈皈依了藏传佛教，封八思巴为帝师，藏传佛教得以在蒙古族内发展。明朝嘉靖年间，俺答汗在青海接触了藏传佛教格鲁派。应俺答汗邀请，索南嘉措派阿兴喇嘛向他讲经，俺答汗随后皈依了藏传佛教格鲁派。万历六年，俺答汗与索南嘉措在青海相会。俺答汗向索南嘉措送上礼品，将索南嘉措尊为达赖喇嘛，索南嘉措也向俺答汗回赠了尊号。俺答汗由此开始大力推广藏传佛教。喇嘛在蒙古享有特权，免于赋税、徭役，高僧享受蒙古贵族待遇。明代晚期，藏传佛教已成为蒙古自贵族至百姓崇信的宗教。清朝皇帝延续了对藏传佛教的优待政策，喇嘛庙占有大量土地、生产、依附民并大量接受布施，蒙古族男子争相成为喇嘛。据统计，清中叶内蒙古有喇嘛15万人，清末时约12.5万人，占蒙古族男性人口的三至四成。大量男子成为喇嘛，既加重了蒙古百姓的经济负担，又减少了劳动力，有人将清代蒙古族人口徘徊不前归因于喇嘛教的影响。中华人民共和国成立后，废除了喇嘛特权，喇嘛可以自由还俗、自由结婚，藏传佛教信众日益减少。内蒙古现存藏传佛教寺庙多为格鲁派，仅阿贵庙为宁玛派。五当召是内蒙古现存最大、规模最完整的藏传佛教寺庙，也是内蒙古唯一一座保留活佛转世制度的寺庙。
伊斯兰教约在辽金两代传入内蒙古，当时中亚、西亚的回回人经商道来到内蒙古。伴随元代版图扩张，大量回回人迁入今内蒙古。蒙古瓦剌部深受伊斯兰教影响。清代，内蒙古回族人口增加，伊斯兰教文化兴盛。今日内蒙古的穆斯林多为回族，阿拉善左旗东北有少量蒙古族穆斯林，呼和浩特、包头等地散居有维吾尔、哈萨克等族穆斯林。
宋朝时期，今内蒙古地区即有基督宗教的信徒。宋代，克烈部约二十万人改信景教。其他蒙古部落也有景教信徒。回纥人曾由摩尼教改信景教。元代，多位天主教传教士自欧洲来传教，若望·孟高维诺在大都建立汗八里總教區，并曾在汪古部境内（河套地区）建立教堂。元代灭亡后，中国的天主教衰落。清代，天主教从西湾子（今属河北省张家口市）开始再次向内蒙古各地传播。1840年，罗马教廷设立蒙古代牧区，后来几次改划教区。中华人民共和国成立后，将内蒙古划为五个教区。基督新教传入内蒙古始于1863年英国教士到包头沙尔沁传教。其后，新教其他派别的教士也来到内蒙古传教。义和团运动中，新教受到打击。辛丑条约之后，新教得到恢复并快速发展。新教开办赈灾、医疗、教育、戒毒等教办事业，影响力快速增强。中华人民共和国成立后，外国传教士离开内蒙古，新教发起三自爱国运动与外国组织断绝了关系。
内蒙古自治区内，东正教主要在呼伦贝尔市活动。东正教大规模传入内蒙古呼伦贝尔始于1898年，当时俄罗斯帝国修筑中东铁路，技术人员、工人、商人及其家属进入呼伦贝尔地区，在铁路沿线生活，东正教信仰随之而来。1900年，中东铁路公司西部工区在满洲里修建了内蒙古第一座东正教堂谢拉菲姆教堂。此外，由于清末边防松弛，一些俄国农民越境来到额尔古纳三河流域务农，这里逐渐出现俄国侨民聚居的村落。俄国十月革命后，又有一些白俄官兵败退到呼伦贝尔地区定居。伴随大批俄国侨民涌入，呼伦贝尔地区东正教信徒大为增加，教堂数量增长。1954年，呼伦贝尔的东正教堂约有30所。1954至1955年，苏联政府组织侨民回国，一些神职人员也随之回到苏联。1956年，中华东正教会在北京成立，派员接管呼伦贝尔教务，结束了俄罗斯东正教会在呼伦贝尔的活动。俄侨大量回国后，呼伦贝尔的东正教活动衰落，有的教堂不久后关闭，有的教堂在文化大革命中被捣毁。文化大革命结束后，尽管宗教活动得到允许，但内蒙古长期没有东正教教堂，圣事无法进行。直到2009年8月，额尔古纳圣英诺肯提乙堂才得以获准开放。
有人将道教传入内蒙古追溯至成吉思汗召见丘处机并允许其自由传道。中华人民共和国建立前，内蒙古尚有数十座较有名气的道观。中华人民共和国时代，内蒙古的道教走向衰落，2008年时自治区仅剩三处道观。
蒙古族、鄂伦春族、鄂温克族有祭敖包的传统。

## 经济

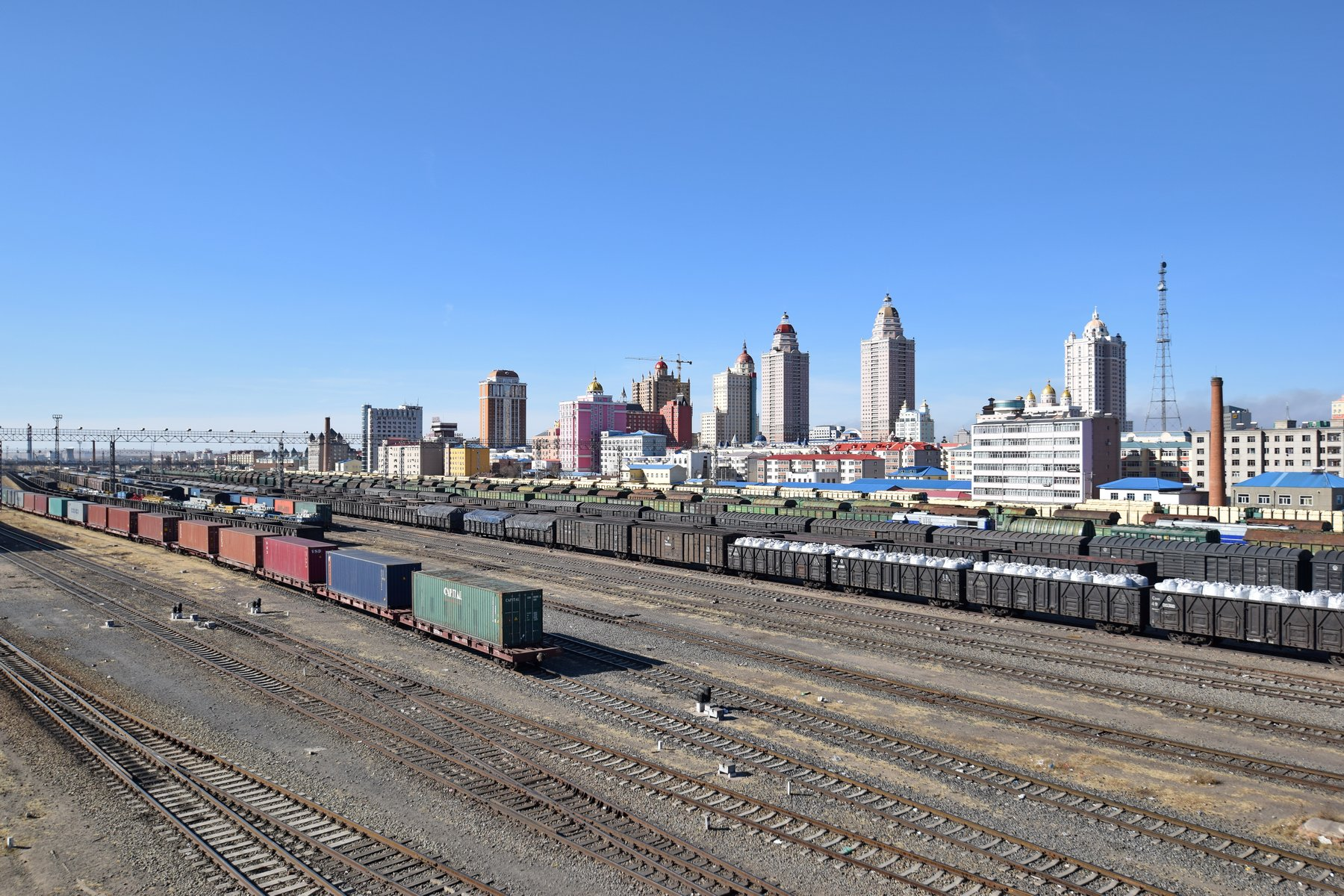
滿洲里市是中國重要的鐵路口岸城市

2017年内蒙古自治区地区生产总值为16,103.2亿元人民币，以可比价格计算较上年增长4.0%；人均生产总值63,786元人民币，在省级行政区排名第9位，增长3.6%。第一产业增加值为1,647.2亿元，较上年增长3.7%；第二产业增加值6,408.6亿元，同比增长1.5%；第三产业增加值8,047.4亿元，同比增长6.1%。三次产业比例为10.2：39.8：50.0。第一产业、第二产业、第三产业对经济增长的贡献率分别为10.3%、14.8%和74.9%。2018年1月内蒙古自治区政府主席布小林做政府工作报告时承认自治区生产总值、财政收入数据此前长期存在虚报问题；受“挤水分”影响，自治区2017年生产总值增速下调至4.0%，增速低于全国平均值。
从1996年至2016年的21年里，内蒙古地区生产总值增速一直高于中国国内生产总值增速。2002年至2009年内蒙古地区生产总值增速连续八年排名中国各省级行政区第一位。然而，这一阶段经济高速增长主要依赖能源、冶金等资源型产业，产业结构不平衡。经济增长主要依赖投资，而投资主体多为中央企业或其他大型国有企业，民众收入增长落后于地区生产总值增长，有“省富民穷”之说。经济增长带来的资源消耗、环境破坏也较为严重。呼和浩特、包头、鄂尔多斯三地经济发展领先，据2017年统计呼包鄂地区生产总值约占内蒙古自治区的60％，工业增加值占自治区的50％以上。内蒙古东部的五个盟市经济相对落后。

### 农林牧渔业
2018年，内蒙古自治区农林牧渔业总产值2989.1亿元人民币，增加值1782.9亿元。其中，农业产值1515.2亿元，林业产值100.9亿元，牧业产值1292.5亿元，渔业产值31.6亿元，农林牧渔服务业产值49.0亿元。内蒙古是中国13个粮食主产省区之一、6个粮食净调出省区之一。2017年，内蒙古牛奶、羊肉、羊绒产量位居中国各省级行政区第一名。
阴山以东、以南以及大兴安岭地区是内蒙古的农业区和半农业区。据2018年统计公报，内蒙古粮食产量最高的是玉米，其次为小麦、大豆、薯类、稻谷等。内蒙古玉米主要产区为内蒙古东部、西部的黄河灌区、土默川平原，小麦主要产自呼伦贝尔市和巴彦淖尔市。乌兰察布市是马铃薯的主产区。水稻主要产自东部四盟市，尤其是兴安盟。大豆主要产区为呼伦贝尔市。
呼伦贝尔草原、锡林郭勒草原、科尔沁草原、乌兰察布草原、鄂尔多斯草原、乌拉特草原被称为内蒙古自治区的六大草原。大兴安岭山地及两侧的高原和丘陵分布有草甸草原，降水丰沛、土壤肥沃，适合大型牲畜，名优品种有三河马、三河牛、呼伦贝尔细毛羊、乌珠穆沁白绒山羊、乌珠穆沁肉羊等。占草地比重最大的典型草原主要分布在呼伦贝尔高原中西部、锡林郭勒高原、阴山北麓、鄂尔多斯高原东部和西辽河平原南部，代表性的牲畜有草原红牛、科尔沁牛、内蒙古细毛羊、敖汉细毛羊、中国美利奴羊、科尔沁细毛羊、罕山白绒山羊、锡林郭勒马等。荒漠草原位于锡林郭勒高原西北、乌兰察布高原及鄂尔多斯高原西部，较为干旱，适合养羊，代表品种有苏尼特肉羊、内蒙古白绒山羊、鄂尔多斯细毛羊等。荒漠草原以西的鄂尔多斯高原西北、阿拉善高原东部是荒漠化草原，适合养殖骆驼、羊，名优品种有阿拉善双峰驼和阿拉善型内蒙古白绒山羊。荒漠化草原以西为荒漠，最为干旱，出产阿拉善双峰驼、内蒙古白绒山羊、野驴、野骆驼。

### 工业

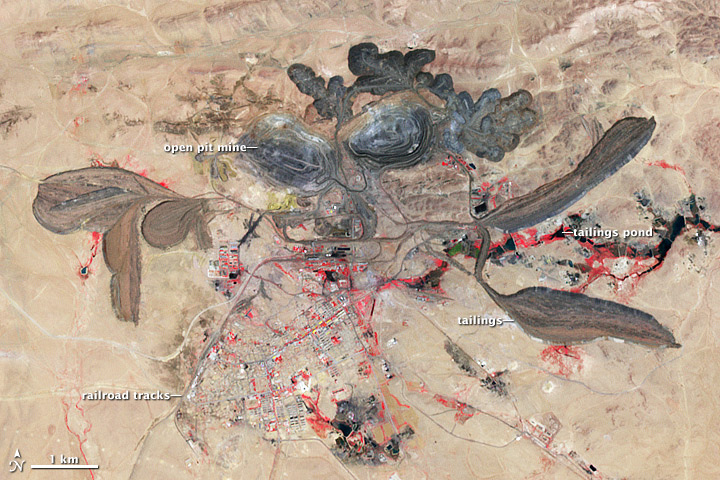
世界稀土储量第一的白云鄂博铁矿

能源工业、化学工业、高新技术业、冶金建材工业、装备制造业、农畜产品加工业被称作内蒙古自治区的六大支柱产业。内蒙古工业经济高度依赖煤电产业，截至2018年末煤电产业增加值占规模以上工业增加值的51.4%，有“一煤独大”之说。2018年，内蒙古规模以上工业企业原煤产量为92597.9万吨，较前一年增长8.7%，产量位居中国各省级行政区第一位，占全国总产量的26.1%。鄂尔多斯市、锡林郭勒盟、呼伦贝尔市三地原煤产量最多。2017年，内蒙古发电装机容量、外送电量两项指标排名中国第一，风电、光伏装机容量中国领先。2018年内蒙古规模以上工业企业发电量总计4828.3亿千瓦时，较上年增长12.4%。其中，火力发电4138.4亿千瓦时，水力发电34.7亿千瓦时，风力发电570.3亿千瓦时，太阳能发电84.9亿千瓦时。鄂尔多斯市火力、水力发电量排名自治区第一，占自治区总量分别为23.8%和62.5%。乌兰察布市风力发电量最大，占自治区的19.8%。能源企业伊泰集团、内蒙古电力集团入选中国企业联合会、中国企业家协会发布的2018年中国企业500强榜单。伊泰集团2017年营业收入排名内蒙古各企业第一位，营业收入、煤炭产量分别排在中国煤炭企业的第16位和第15位。内蒙古是中国重要的现代煤化工、天然气化工、氯碱化工基地，煤制乙二醇、电石、甲醇、烧碱、纯碱、聚氯乙烯等主要产品产量在中国排名居前，据2016年统计煤制油、煤制天然气产量产能排名中国第一，鄂尔多斯被称为中国最大的现代煤化工基地。内蒙古高新技术业主要包括稀土产业、电子计算机及通信业、医药制造业等。包头稀土高新技术产业开发区是中国唯一以稀土资源命名的国家级高新技术产业开发区，高新区以永磁、催化、合金产业作为“三主”，储氢、抛光、发光产业作为“三辅”，2018年稀土抛光、储氢材料产量位列中国第一。包钢集团是中国重要的钢铁基地，钢铁产能千万吨级；此外，包钢还被称作世界最大的稀土工业基地。内蒙古装备制造业的主要企业有内蒙古第一机械集团、内蒙古北方重工业集团等。北重集团旗下上市公司北方股份连续6年入选2018年全球工程机械制造商50强排行榜。呼和浩特市号称“乳都”，总部在呼和浩特的伊利集团2018年营业收入、净利润排名亚洲乳品企业第一。内蒙古被称为世界最大的羊绒加工基地，有鄂尔多斯集团、鹿王集团等多家羊绒加工公司，主要出产无毛绒和羊绒衫。

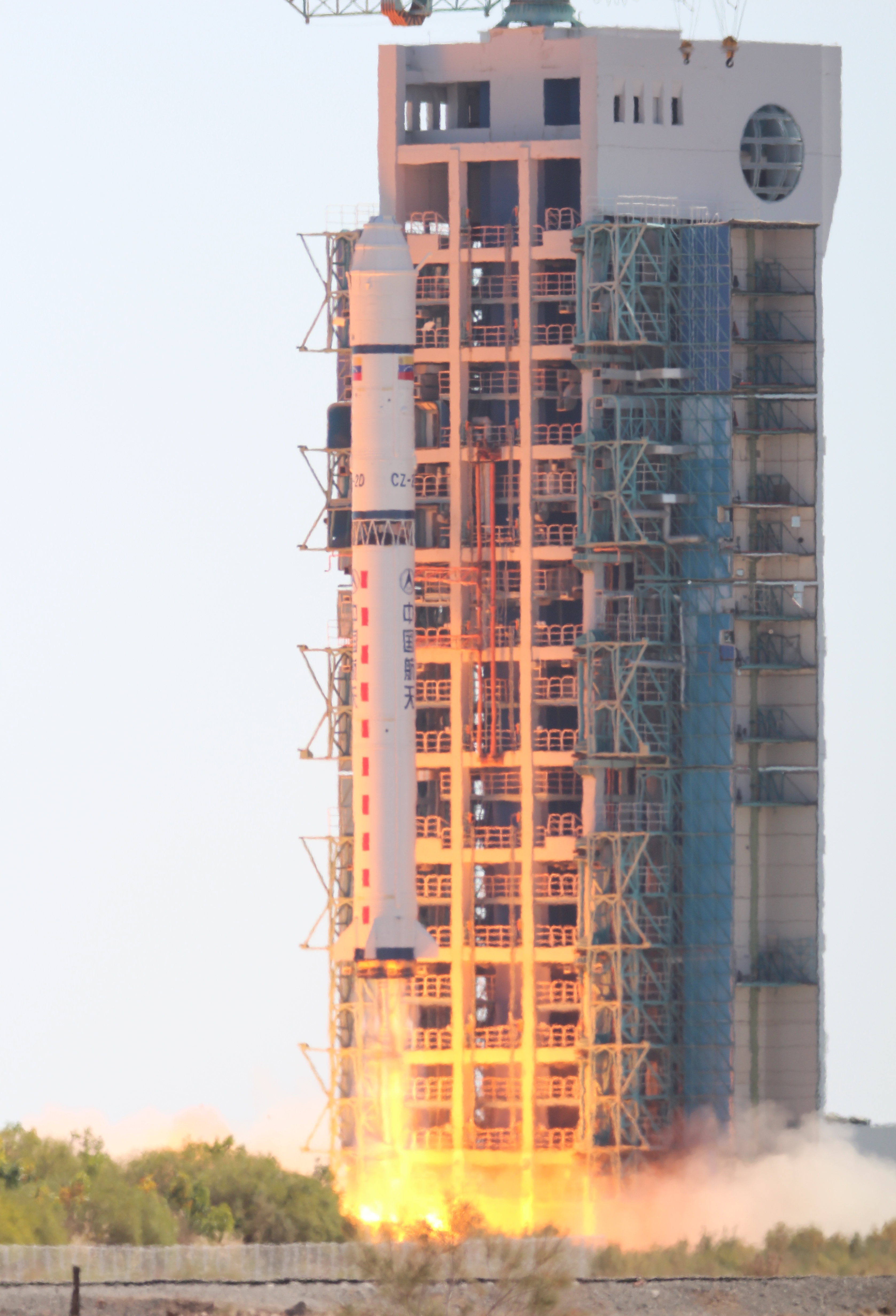
位于阿拉善盟额济纳旗东风镇的酒泉衛星發射中心

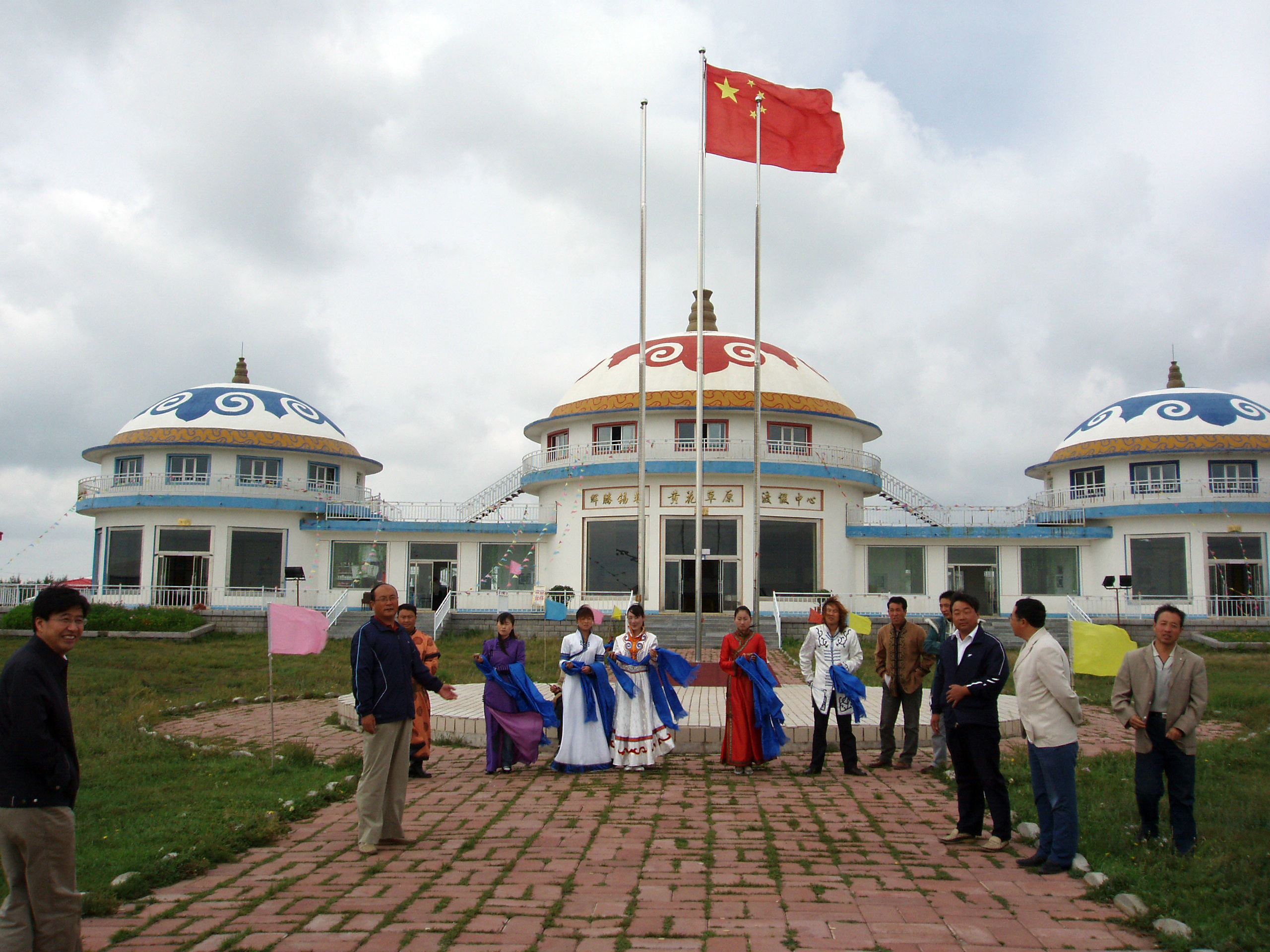
烏蘭察布市黄花沟景区

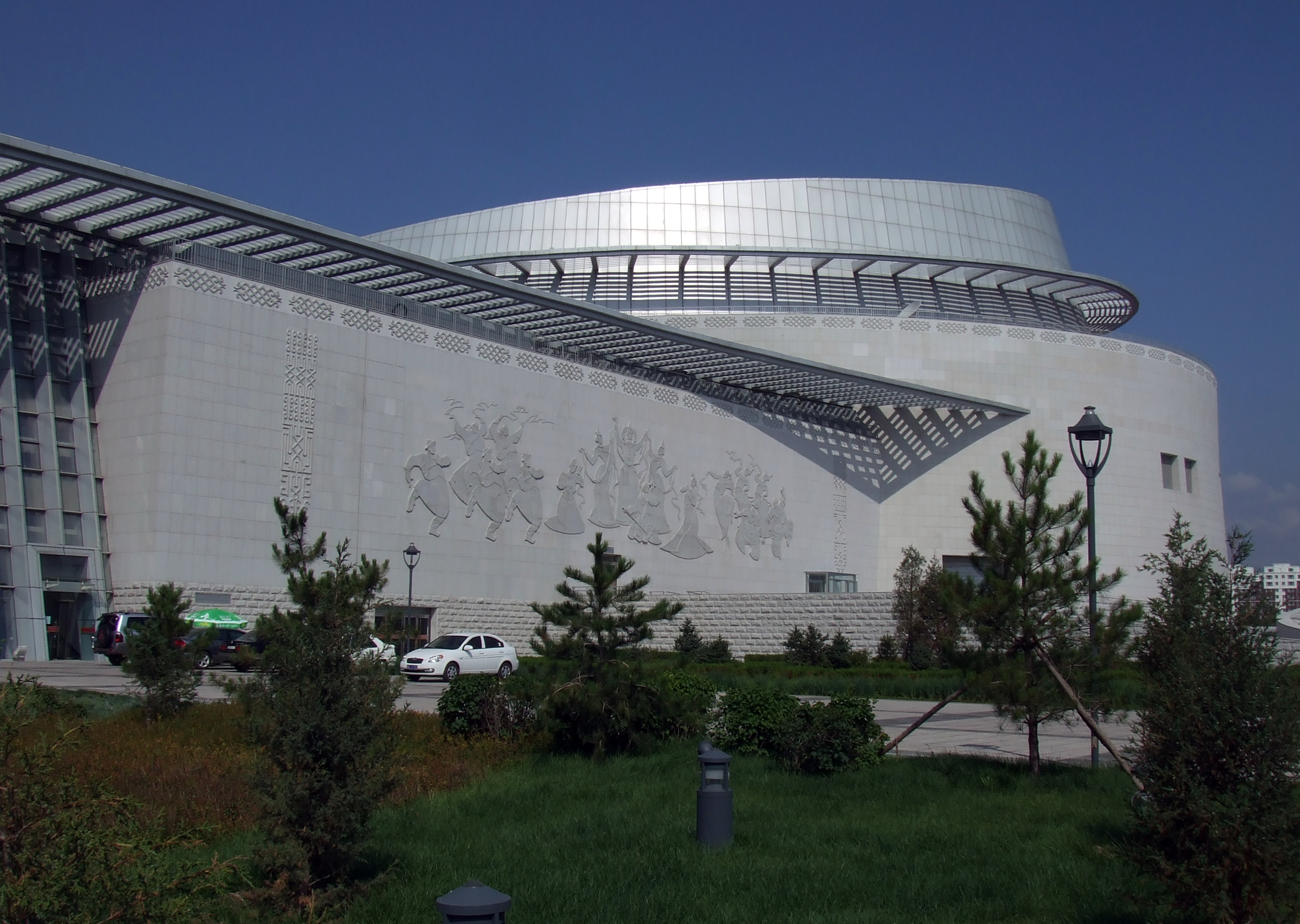
内蒙古大剧院

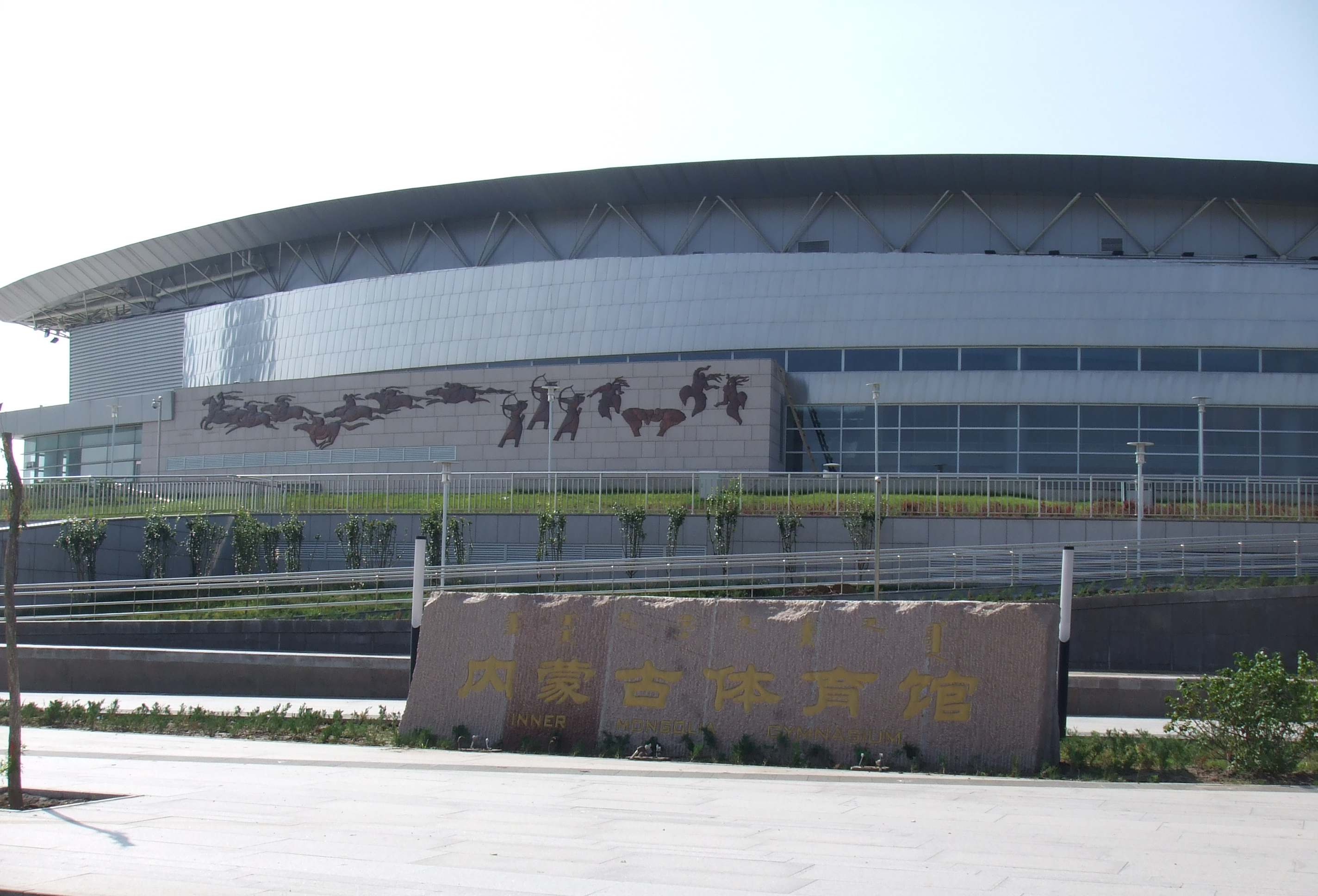
内蒙古体育馆

新能源、新材料、节能环保、高端装备、云计算大数据、生物科技、蒙中医药等产业是内蒙古自治区重点培育的战略新兴产业。截至2017年底，内蒙古云计算上线服务器装机容量达70万台，排名中国各省级行政区第一名。
自治区统计部门将内蒙古规模以上工业的状况概括为“四多四少” ，即传统产业多新兴产业少、低端产业多高端产业少、资源型产业多高附加值少、劳动力密集型产业多资本科技密集型产业少；内蒙古工业高度依赖煤电产业；战略新兴产业发展缓慢、没有形成完整产业链、产值小、对自治区工业贡献较小；区域发展不平衡，呼包鄂规模以上工业发达、占比重大，东五盟市规模以上工业落后、增速缓慢；民营工业实力较弱、规模小、盈利能力差。

### 交通
截至2017年，内蒙古自治区铁路运营里程为1.37万公里，排名中国省级行政区第一名。内蒙古铁路呈“四条出区达海通道、四个对外口岸、六纵六横”格局。四条出区达海通道指经集张线至天津港、经大秦线至秦皇岛港、经包西线至柳州港、经集通线至渤海湾。四个对外口岸指的是二连口岸、满都拉口岸、甘其毛道口岸和策克口岸。铁路网的主要横线为京包线、临策线、集通线、京通线、滨洲线、东乌线等，主要纵线是集二线、包兰线、包西线、嘉策线、通霍线等。2017年8月3日，内蒙古首条高铁呼张客运专线乌兰察布至呼和浩特东段开通运营。虽然里程位居中国首位，但内蒙古铁路仍存在运力不足、路网不完善、客运线路发展滞后等问题。内蒙古自治区计划建设集宁至大同、包头至银川等高铁项目，使12盟市全部通快速铁路、10盟市通高速铁路。
截至2018年，内蒙古自治区有28座民用机场，数量排名中国第一。其中，20座为运输机场。内蒙古自治区12个盟市均设有运输机场。根据2017年统计，有58家航空公司在内蒙古开通429条航线，设116个通航点，其中有37条国际航线、21个国际通航点。呼和浩特白塔國際機場年旅客吞吐量已突破一千万人次，呼伦贝尔机场、鄂尔多斯机场、包头机场年旅客吞吐量量突破二百万人次。内蒙古自治区首家支线航空公司天骄航空公司计划于2019年首飞。内蒙古计划在2020年共建成50个民用机场，含20个运输机场、30个通用机场，在2030年建成以呼和浩特机场为中心联络各盟市、重要旗县的运输机场群，建成以海拉尔、锡林浩特和赤峰、鄂尔多斯、阿拉善左旗机场为中心的四大通用机场群。
内蒙古的水路运输包括内河水运和湖泊水运，可通航的水体主要是黄河、嫩江、额尔古纳河、西辽河四条河流的干流和一些支流以及湖泊。长途水运主要为黄河，其他河流、湖泊以渡运为主。由于价格、时效性相比公路、铁路均不占优势，黄河的长途航运在20世纪60年代就开始萎缩。

## 文化

### 音乐、舞蹈、戏曲
蒙古族民歌大体可分为长调、短调两类。蒙古民歌绝大多数是单声部歌曲，但也有多声部的潮尔音哆和呼麦唱法。蒙古族常用乐器有抄兀儿、马头琴、四胡、三弦、蒙古筝、笛子、扬琴等。蒙古族说唱艺术有英雄史诗（如《江格尔》、《格斯尔》）、乌力格尔、好来宝、长篇叙事歌等几类。蒙古族主要传统舞蹈有鄂尔多斯部的筷子舞和盅子舞、科尔沁的博舞、喇嘛教舞蹈查玛、喀喇沁旗的娜若·卡吉德玛舞等。此外，还有呼伦贝尔盟布里亚特部的那日给勒格、额日莫彻、尤呼尔、阿列勒、毕何利格，巴尔虎的哲仁嘿，库伦旗等地的安代，敖汉旗等地的浩德格沁等娱乐歌舞。
内蒙古东部的汉民喜爱的戏曲有二人转、京剧、河北梆子、评剧、蹦蹦戏、皮影戏等，中西部流行二人台、晋剧、京剧、评剧、秦腔、道情、皮影戏等。其他民间音乐形式还有漫瀚调、鼓乐班、爬山调、大秧歌等。内蒙古汉族民间歌舞最有代表性的是呼和浩特地区，旧时节日、庙会常有歌舞杂耍，中华人民共和国时代节日、庙会的表演渐渐衰落，常见的歌舞有中幡、太平鼓、舞龙、舞狮、高跷、秧歌、大头宝宝、抬阁、脑阁、跑旱船、霸王鞭等。此外，在内蒙古东部还流行大秧歌、低跷等，西部流行西部秧歌、民勤歌舞等。

### 饮食
蒙古族特色饮食包括白食、红食等。白食即奶制品，蒙语称为查干伊德。白食的原料多为牛奶，有时也用羊奶、馬乳、骆驼奶。制作方法可分为自然凝固、搅拌发酵、温火烧制三种，主要奶制品有奶皮子、奶酪、奶豆腐、黄油、奶油、马奶酒、酸奶子、蒙古奶茶等。红食即肉食，也即蒙语的乌兰伊德。蒙古人的肉食以绵羊肉和牛肉为主，从事农业的蒙古族多食用猪肉。传统的蒙古肉食有手把肉、烤全羊、涮羊肉、风干牛羊肉等。蒙古人主食有炒米、蒙古馅饼、蒙古包子、猫耳朵汤等。蒙古牧人通常早、午饮奶茶，晚上吃饭，喝奶茶时会在其中加上炒米、奶皮子、奶油、奶豆腐、风干肉等。蒙古族有较丰富的饮食礼仪、习俗。饮食礼仪包括德吉礼、萨察礼、迷拉礼、敬酒、敬茶、祝福等。例如，德吉礼要求每天早茶熬制好之后首先敬献天地、诸神、先祖，宴席上要按照长幼和地位献茶饭；敬酒时酒杯要斟满，接酒者需要先用无名指蘸酒向天、地、火炉方向各弹一下才能饮酒。蒙古族尚白，也崇尚白食，白食有圣洁的食品之意，在祭祀、祈福、宴会中有重要的地位。蒙古人忌讳丢弃、洒落、踩踏白食。宴会必须从饮用或食用白食开始。
因历史原因，内蒙古中西部与东部的汉族饮食习惯有别。内蒙古中西部汉族主食以面粉、大米、高粱、小米、莜面为主，节日、喜宴时吃油炸糕、水饺等。莜面吃法较多，有莜面窝窝（莜面栲栳栳）、莜面鱼鱼、拿糕等。河套地区汉民过年、红白事宴讲究河套硬四盘，即红烧扒条肉、酥鸡、清蒸羊肉、牛肉丸子四样。中西部汉民爱吃酸食，常吃糜子发酵制成的酸饭。中西部特色美食还有呼和浩特的烧卖和焙子、丰镇月饼等。内蒙古东部汉族以小米、高粱、玉米碴为主食，口味浓重，喜食豆瓣酱，冬季多食用腌制、晾晒处理的蔬菜，吃猪肉较多。常吃的主食有干饭、粘豆包、散状、粘糕饼、格格豆、煎饼、饸饹、面条、粥等，逢年过节吃饺子、包子、馒头、千层饼、馅饼等面食。

### 教育

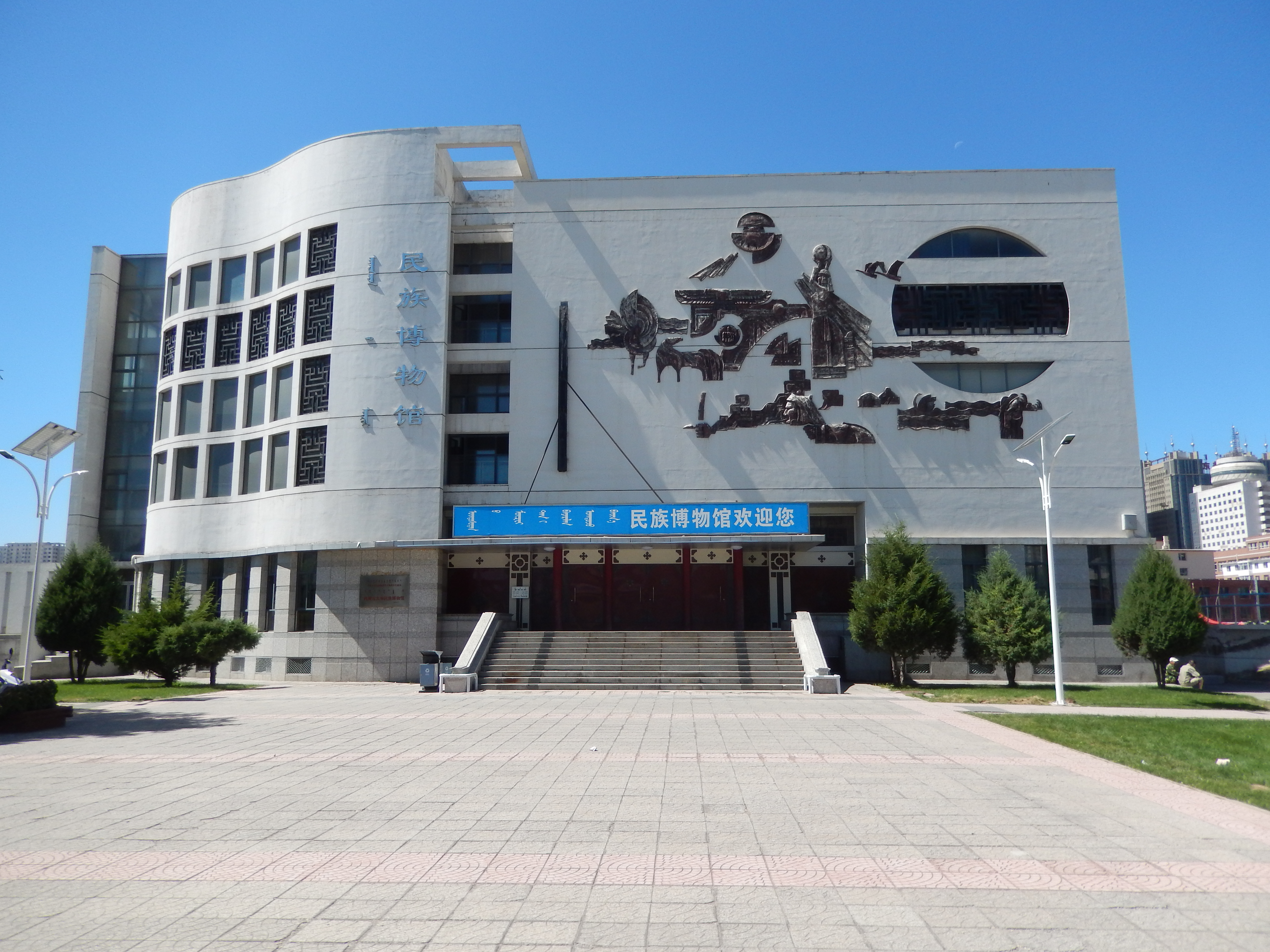
内蒙古大学是中华人民共和国在少数民族地区创办的第一所综合性大学。图为内蒙古大学民族博物馆

内蒙古高等教育较为薄弱，学位授权点、“双一流”入选数量等高等教育指标在省级行政区中排名较低。截至2017年末，内蒙古自治区共有普通高等学校53所，在校生44.8万人。内蒙古大学是中华人民共和国在少数民族地区创办的第一所综合性大学，1978年被列为全国重点大学，是内蒙古唯一一家入选211工程、双一流建设的高校，学校入选一流学科建设高校，生物学学科入选双一流建设学科。
内蒙古设有自小学到大学的双语教育体系，蒙古族中小学可以用蒙语授课、加授汉语，也可以用汉语授课、加授蒙语。朝鲜族中小学也有类似的政策。蒙语或朝语授课的考生高考需参加民族汉考，高考外语分数为外国语与民族汉考成绩加权；汉语授课的蒙古族考生高考需加试蒙古语文乙，外语科目分数为外国语与蒙古语文乙加权。自治区为蒙授学生单列招生计划、单独划分数线，允许蒙授学生报考自治区外高校汉语授课专业。蒙古族、达斡尔族、鄂伦春族、鄂温克族、俄罗斯族考生在高考中享受10分的政策加分。内蒙古自治区义务教育实施免收学杂费、免费提供教科书，免费为小学一年级学生发放新华字典，免费为蒙古语授课学生发放蒙古语词典。2013年，内蒙古自治区开始实施高中阶段免费教育，实施免学费、免费提供教科书。
内蒙古自治区教育廳於2020年8月26日發布新政策，要求當地以蒙古語授課的小學自9月1日起改用教育部中小学统编《語文》教材，以及往後2年逐步開始在小學一年級的政治課、歷史課改用統編教材以及国家通用语言文字（普通話）授課所引發的爭議，新教材與小學推广普通话新政策引起當地民眾不滿，並引發一系列公民不服從運動。新措施引發當地民眾上街抗議示威，內蒙古的一些藝術家、樂團、體育協會等，亦發表聯合聲明，反對當局強行執行漢語教育。 面对蒙古族的抗议，内蒙古巴彦淖尔公安局3日发布了《关于依法严厉打击涉国家统编教材使用违法犯罪行为的通告》（以下简称《通告》）。《通告》称有“别有用心”人士歪曲国家政策，造谣传谣，煽动、挑唆民众非法集会、游行，公安局将依法严厉打击。在双语教育改革风波后一个月，內蒙古自治區黨委書記、人大常委會主任石泰峰在「加強和改進民族工作專題民主生活會會議」上表示，要深刻吸取這次雙語教學改革問題的教訓，絕不能在方向性、原則性問題上出現偏差。此外，他也強調，要堅定不移推進雙語教學改革。

### 旅游
内蒙古自治区旅游资源丰富多样，包括草原、森林、湖泊、湿地、沙漠、冰雪、温泉、口岸、民族风情、历史名胜等多种类型。内蒙古自治区有5处国家5A级旅游景区，满洲里市中俄边境旅游区、鄂尔多斯市响沙湾旅游景区、成吉思汗陵旅游区、地跨兴安盟和呼伦贝尔市的阿尔山·柴河旅游景区、克什克腾石阵旅游景区。国家重点风景名胜区有2处，即扎兰屯风景名胜区和额尔古纳风景名胜区。主要景区还有呼伦贝尔草原国家公园、希拉穆仁草原、可汗山草原、温根塔拉草原、鄂尔多斯草原、通湖草原、海拉尔国家森林公园、莫尔道嘎国家森林公园、红花尔基樟子松国家森林公园、老牛湾黄河大峡谷、库布其国家沙漠公园、银肯塔拉沙漠、察哈尔火山地质公园、碧海阳光温泉、布龙湖温泉、敖汉温泉城、元上都遗址、大召、五当召、美岱召、喀喇沁亲王府、内蒙古博物院、昭君博物院、蒙牛工业旅游区、伊利—乳都科技示范园、北方兵器城等。

### 体育
竞技体育中，内蒙古自治区的优势项目包括马术、射击、自行车、竞走、男子柔道、拳击、男子自由式摔跤、男子曲棍球、长跑等。中華人民共和國第十三屆運動會上，内蒙古自治区代表团共夺得7枚金牌、10枚银牌、20枚铜牌（含群众项目夺得的1枚金牌、1枚银牌、3枚铜牌）。内蒙古自治区将承办2020年第十四届全国冬运会。2008年夏季奥运会拳击男子81公斤级冠军张小平是首位夺得奥运会奖牌的内蒙古选手。2017年，内蒙选手杨家玉夺得伦敦田径世锦赛女子20公里竞走金牌。知名内蒙古运动员还有巴特尔、刘同晏、张莹莹、吴树根、王浩等。
2014年9月，内蒙古自治区被列为中国第一个足球改革发展试点省区。截至2018年1月，自治区已投入52亿元人民币进行人才培养、赛事组织、场馆建设。自治区设立了内蒙古足球超级联赛、甲级联赛、乙级联赛、女子足球联赛等多项赛事，校园足球设立校长杯、旗县长杯、盟市长杯和主席杯四级赛事，并在部分幼儿园试办娜荷芽杯比赛。截至2017年底，内蒙古拥有社会足球场2,639块，等级裁判和等级教练分别为3,086人和3,173人，注册青少年球员10,473人。成为改革发展试点省区之后三个月内，呼和浩特市引进了刚刚升入中国足球甲级联赛的太原中优嘉怡足球俱乐部。俱乐部随即改名内蒙古中优足球俱乐部。内蒙古稀土高新足球俱乐部女足自2018年起参加中国女子足球甲级联赛。
搏克、赛马、射箭是蒙古族的“男儿三艺”，也是那达慕的传统项目。那达慕通常在每年七、八月牲畜正肥时举办，内蒙古每年有成百上千场。自治区自1990年起每年举办内蒙古自治区旅游那达慕大会。蒙古族的传统体育项目还有赛骆驼、掷布鲁、套马等。赛马、射箭、摔跤也是达斡尔、鄂温克、鄂伦春等民族的传统体育运动。此外，内蒙古民间体育运动还有汉族的登高、拔河，达斡尔传统曲棍球，鄂温克族抢枢、米日干车、伊勒玻奇仁，鄂伦春族的桦皮船赛、拽棍，满族的珍珠球，回族武术等。

### 游艺
蒙古族的传统游戏有吉日格、蒙古象棋、帕尔吉、羊拐游戏等。

## 政治
| 机构     | · 中国共产党 · 内蒙古自治区委员会 | 内蒙古自治区人民代表大会 常务委员会 | 内蒙古自治区人民政府 | · 中国人民政治协商会议 · 内蒙古自治区委员会 |
| 职务     | 书记                              | 主任                                | 主席                 | 主席                                        |
| -------- | --------------------------------- | ----------------------------------- | -------------------- | ------------------------------------------- |
| 姓名     | 孙绍骋                            | 孙绍骋                              | 王莉霞（女）         | 张延昆                                      |
| 民族     | 汉族                              | 汉族                                | 蒙古族               | 汉族                                        |
| 籍贯     | 山东省海阳市                      | 山东省海阳市                        | 辽宁省建平县         | 河南省方城县                                |
| 出生日期 | 1960年7月（65歲）                 | 1960年7月（64岁）                   | 1964年6月（61歲）    | 1963年1月（62歲）                           |
| 就任日期 | 2022年4月                         | 2022年4月                           | 2021年8月            | 2023年1月                                   |